# Histoire de Montpellier
 (septembre 2022).
Si vous disposez d'ouvrages ou d'articles de référence ou si vous connaissez des sites web de qualité traitant du thème abordé ici, merci de compléter l'article en donnant les références utiles à sa vérifiabilité et en les liant à la section « Notes et références ».

Écu de Montpellier

Montpellier a connu une histoire bien particulière, tantôt très calme, tantôt très mouvementée. Née au milieu du Moyen Âge, au début de la période de grande croissance économique, démographique et culturelle, elle fut durant ses premiers siècles d’existence le modèle même de la réussite à la médiévale. Cosmopolite dès ses origines, elle fut très vite un centre du savoir. Touchée plus profondément que les autres grandes villes par la crise des XIVe et XVe siècles, elle ne s’en remit jamais complètement et cessa d’être un grand centre économique, mais son importance intellectuelle et religieuse ne diminua pas. Touchée de plein fouet par les guerres de religion, elle demeura par la suite une ville réputée pour sa douceur de vivre. Depuis une trentaine d’années surtout, elle connaît à nouveau un très fort développement, et le charme intact des rues chargées d’histoire de l’Écusson n’est certainement pas étranger à son attractivité.

## Préhistoire
Lors de la construction de la ligne 2 du tramway de Montpellier, une fouille a été réalisée rue de la Fontaine-du-Pila. Les archéologues ont découvert, que ce lieu avait été occupé il y a 11 500 ans par des humains au bord du Verdanson. Des chasseurs y avaient installé leur campement.

## Avant la naissance de la ville, 118av. J.-C.- 985
L'actuel site de Montpellier a été traversé très tôt par un axe de communication majeur reliant Narbo Martius et la Colonia Nemausa, la Via Domitia, dès 118 av. J.-C. Domitienne traverse le quartier Hôpitaux-Facultés de la ville de Montpellier et représente encore une artère très importante des quartiers Nord de la ville.

De plus, si la ville de Montpellier n'a été fondée qu'à partir de 985, il faut savoir qu'un important oppidum, du nom de Sextantio, existait, sur le site actuel de Castelnau-le-Lez.

## Naissance et affirmation, sous les premiers Guilhem de Montpellier, 985 - 1141
Le site d'origine de Montpellier est une colline de basse altitude comme il y en a beaucoup dans la plaine du bas-Languedoc. Cette colline est située entre deux voies de circulation importantes au Moyen Âge : la Via Domitia au nord, et la route du sel, une autre route parallèle utilisée par les Francs, au sud.
Le site de Maguelone est détruit par les Francs de Charles Martel, en 737, entraînant le déplacement de l'évêché à Substantion. Quelques-uns des habitants de Maguelone se sont établis dans le voisinage. Cette population s'est accrue d'exilés Wisigoths venant d'Espagne auxquels les Carolingiens ont accordé la liberté d'établissement. La vallée sauvage qui a laissé son nom à un quartier de Montpellier, Valfère, est défrichée au milieu ou à la fin du VIIIe siècle. L'évêque Ricuin Ier a consacré une chapelle à la Sainte-Vierge bâtie sur le mont du Verrou. Elle était située entre les deux sites déjà mentionnés par Ricuin : Montpellier et Montpelliéret. Le successeur de Ricuin, Argemire, a élevé une chapelle dans chacun des deux bourgs, Saint-Firmin à Montpellier, Saint-Denis à Montpelliéret. En 819, il a donné à la chapelle de la Vierge le nom de Notre-Dame-des-Vœux.
Montpellier est une ville neuve, sans substrat antique. Elle est la seule ville du Languedoc qui n'est pas le siège d'un évêché. Elle dépend de l'évêché de Maguelone et des comtes de Melgueil. Les textes les plus anciens montrent plusieurs lieux sur le site de Montpellier : sur la colline de Montpellier proprement dite, le village Saint-Firmin près du site castral, à l'est, la villa de l'évêque de Maguelone sur la colline de Montpelliéret où se développe un habitat autour de l'église Saint-Denis, à l'ouest, le Puy Arquinel.
Ce sont en fait deux collines très proches qui forment le site originel de la ville ; elles dominent la plaine d’une trentaine de mètres ; un bourg se développa sur chacune de ces collines : Montpellier (entre l’actuel Palais de Justice et la place Jean Jaurès) et Montpelliéret (à l’emplacement de l’actuel lycée Joffre et ancienne citadelle).
Ainsi Montpellier, à la différence de la plupart des grandes villes françaises, et tout comme Lille ou Perpignan, n’est pas née à l'Antiquité mais seulement au Moyen Âge. Le premier document en notre possession qui la mentionne est un acte de donation accordé par le principal seigneur laïc de la région, le comte de Melgueil (l’actuelle Mauguio) à un chevalier du nom de Gui ou Guilhem, d’un manse situé « in terminio la montepestelario », en échange de services rendus. Cet acte est daté du 25 novembre 985, jour que l’on considère comme étant celui de fondation de la ville.
Extrait de la charte de donation "Au nom du Seigneur, moi Bernard, comte, et mon épouse Sénégonde, nous ensemble également, donnons à Guilhem pour son service et sa bonne volonté, quelque chose de notre propre alleu qui se trouve dans le territoire de la cité de Maguelone, aux abords du castrum de Substancion; [...] dans les limites de la villa Montepestelario, nous te donnons un manse où demeure Amalbert."
La plaine du bas-Languedoc est un axe majeur de communications depuis l’Antiquité, mais Montpellier n’est située sur aucune voie routière d’importance. C’est un simple chemin qui passe au cœur de la ville : le Cami Roumieu, un des chemins de pèlerinage pour Saint-Jacques-de-Compostelle, aujourd’hui mis en évidence par les coquilles Saint-Jacques qui traversent l’Écusson. Montpellier est en effet une étape pour les pèlerins, grâce à l’existence d’une petite chapelle dédiée à Marie (place Jean Jaurès). Cette ancienne chapelle est le cœur de Montpellier, par son emplacement et aussi en tant qu’élément à l’origine de son développement. Cette importance se retrouve aujourd’hui dans les armes de Montpellier qui représentent la Vierge Marie devant une église dorée.
Montpellier est en effet dès l'origine une ville marchande, et cette chapelle, en attirant les pèlerins, a permis l’établissement progressif sur le lieu de marchands, puis de commerçants, accueillis et encouragés par l’habileté des seigneurs de la ville, les Guilhem. Le bourg se développe par conséquent aux abords du premier château des Guilhem (entre la place Jean Jaurès et la Préfecture) et de la chapelle. Les Guilhem favorisent le développement économique en offrant aux marchands itinérants des conditions d’implantation avantageuses.
Dans les années 1090, un nouveau document nous indique qu’un conflit a éclaté entre l’évêque de Maguelone, le principal seigneur de la région, et le seigneur Guilhem V de Montpellier. Ce dernier, jeune encore, a manifestement fait preuve de bravade et a offensé l’évêque, refusant de reconnaître sa souveraineté sur la ville. Guilhem se rendit à l’évidence et se reconnut vassal de l’évêque.
Rapidement, la ville des Guilhem se distingua par son dynamisme et sa prospérité. Guilhem V, premier seigneur à accueillir le pape Urbain II en 1095 à son arrivée dans le royaume de France, participa à la première croisade aux côtés du comte Raymond IV de Toulouse : il s'illustra lors de la prise d'Antioche en 1098, mais surtout à la tête de ses hommes lors de la prise de la petite ville syrienne de Maarat an-Numan la même année. Il choisit ensuite de rester auprès de Godefroy de Bouillon pour l'aider à organiser les États de Terre Sainte ; ce n'est qu'en 1105 qu'il fut de retour à Montpellier. Il participa également à la Reconquista par la suite, notamment à la prise de Majorque sur les Maures en 1114 aux côtés du comte Raimond-Bérenger III de Barcelone.
Pour le représenter en son absence, il institue un nouvel officier seigneurial : le bayle, chargé de l'exercice de la justice courante. La richesse de sa ville lui permet d'étendre son territoire par les acquisitions successives des fiefs d’Aumelas, Montarnaud, Cournonsec, Montferrier, Frontignan, Montbazin, Popian. En récompense de sa vaillance lors de la Reconquista, il reçut également le fief de Tortosa en Espagne. Il fonda un château à Lattes et, ayant compris grâce aux Croisades l'importance du commerce maritime, favorisa l’utilisation de ce port pour le commerce. Guilhem V créa également les consuls de mer, magistrats chargés de défendre les intérêts commerciaux montpelliérains.
Montpellier était alors devenue une agglomération d’importance moyenne ; on l’estime peuplée de 5 000 habitants vers 1100, ce qui est respectable à cette époque. Nîmes ou Narbonne n’étaient guère plus peuplées à ce moment-là.
Montpellier fut dès son origine une cité cosmopolite, et très vite une communauté juive vint s'y installer. Témoignage de cette installation précoce, Guilhem V prit la peine de préciser dans son testament (1121) qu'aucun juif ne pourrait être bayle de la ville[réf. souhaitée].

## L'émancipation des habitants et la fin des Guilhem, 1141 - 1204

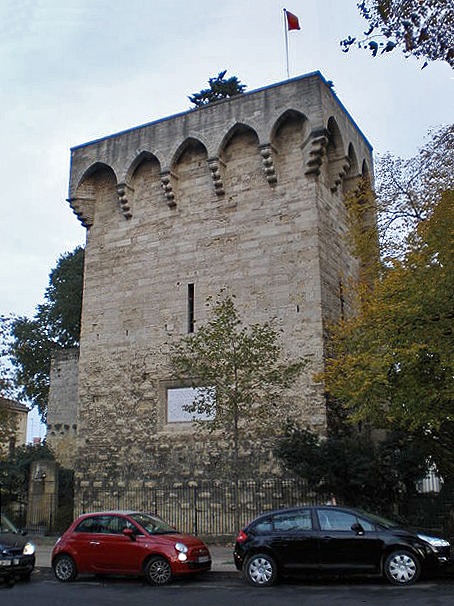
La Tour des Pins, un des derniers vestiges (avec la tour de la Babote) de la "Commune Clôture", enceinte fortifiée qui enserrait la ville au Moyen Âge, construite dès 1196.

Les Montpelliérains se distinguaient déjà par leur fierté et leur refus de toute autorité. La première moitié du XIIe siècle vit, à travers le mouvement communal, l’émancipation de nombreuses communautés urbaines. Le mouvement, originaire du nord de la France, se répandit bien vite dans le sud et dès la première moitié du XIIe siècle Nîmes, Narbonne, Toulouse, Marseille, Bordeaux, et de nombreuses villes moins importantes parvinrent à obtenir de leur seigneur la reconnaissance de leurs droits, coutumes et privilèges.
En 1130-1140, une enceinte est construite autour de Saint-Firmin et le nouveau quartier Sainte-Croix où Guilhem VI de Montpellier a construit son palais, le palais Sainte-Croix, vers 1129. Il est chassé de la tête de la seigneurie en 1141 après une révolte organisée par ses cousins. Réfugié dans son château de Lattes, il fut contraint de faire appel au comte de Barcelone pour l’aider, tandis que leurs ennemis le comte de Toulouse Alphonse Jourdain et l’évêque de Maguelone prenaient parti pour les Montpelliérains. Les Génois, espérant obtenir des avantages commerciaux aidèrent les Aragonais et Guilhem VI en leur fournissant des navires. Les Montpelliérains établirent alors le consulat qu'ils avaient réclamé ; c'est un des plus anciens du Languedoc. Il fallut deux ans et un siège pour que la ville soit reprise. Guilhem VI récompensa les Génois en leur accordant des privilèges commerciaux importants, et ne fit pas preuve de clémence envers les meneurs des insurgés qui furent exécutés.
Le château Saint-Nicolas est rasé et le palais Sainte-Croix est cédé au chapitre de Maguelone, en 1151. Entre 1154 et 1156, l'évêque a acheté des terres sur lesquelles il a construit sa demeure urbaine, la Salle-L'Évêque. La ville va connaître une période de prospérité. Un système de pré-consulat se met en place. Les évêques de Maguelone possèdent une salle à Montpelliéret faisant d'eux les coseigneurs de Montpellier, mais l'évêque ne possède que 15 % de la surface de la ville. Un accord est passé en 1158 entre l'évêque de Maguelone et le chapitre de la cathédrale restituant aux chanoines la dîme de Montpelliéret.
Les tensions s’apaisèrent entre les Montpelliérains et leurs seigneurs, et le commerce, soutenu par les hommes d’affaires génois, reprit. Guilhem VI abdiqua quelques années plus tard pour se retirer dans un monastère. L'échec de la révolte a été traumatisante pour les Montpelliérains, au point qu'ils évitèrent dans un premier temps de donner à leurs représentants le nom de consuls lorsque plus tard ils purent enfin en acquérir. Cet événement marqua l’histoire de la ville. Pendant plus de soixante ans, on ne parla plus de l’établissement d’un gouvernement communal. Montpellier possédait bien sûr un port sur le Lez dès le XIIe siècle, appelé le Port Juvénal et situé à l'emplacement de l'Hôtel de Région. Le port de Lattes en aval était plus important car plus facile d'accès ; il était situé à l'emplacement du Port Ariane.
Sur les plans intellectuel et artistique, Montpellier occupa vite une place de premier ordre. Dès le XIIe siècle des écoles de droit et de médecine sont attestées. Benjamin de Tudèle de passage en ville en 1160, note qu'« on y vient de tous côtés pour commercer. Les Chrétiens et les Mahométans s'y rendent d'Algarbe, d'Espagne, de France, d'Angleterre, appelée le pays des îles, de la Lombardie, du royaume de Rome la grande, de la Grèce, de l'Égypte et de la Palestine ; en un mot, on y trouve des gens de toutes les langues principalement des Génois et des Pisans ». Des tombes juives et musulmanes témoignent de cette présence. Benjamin de Tudèle dit aussi que Montpellier « est la ville où l'on trouve le plus de lettrés d'importance ». Placentin, le célèbre juriste de Bologne, choisit Montpellier pour y fonder une école de droit en 1165 ; il y resta jusqu'en 1180. En 1181, Guilhem VIII autorisa quiconque, quelles que soient ses origines et sa confession, à enseigner la médecine à Montpellier. Cette mesure, qui témoigne de l'importance qu'avait déjà la médecine à Montpellier, va permettre l’essor prodigieux de cette discipline à travers la culture partagée de trois civilisations.

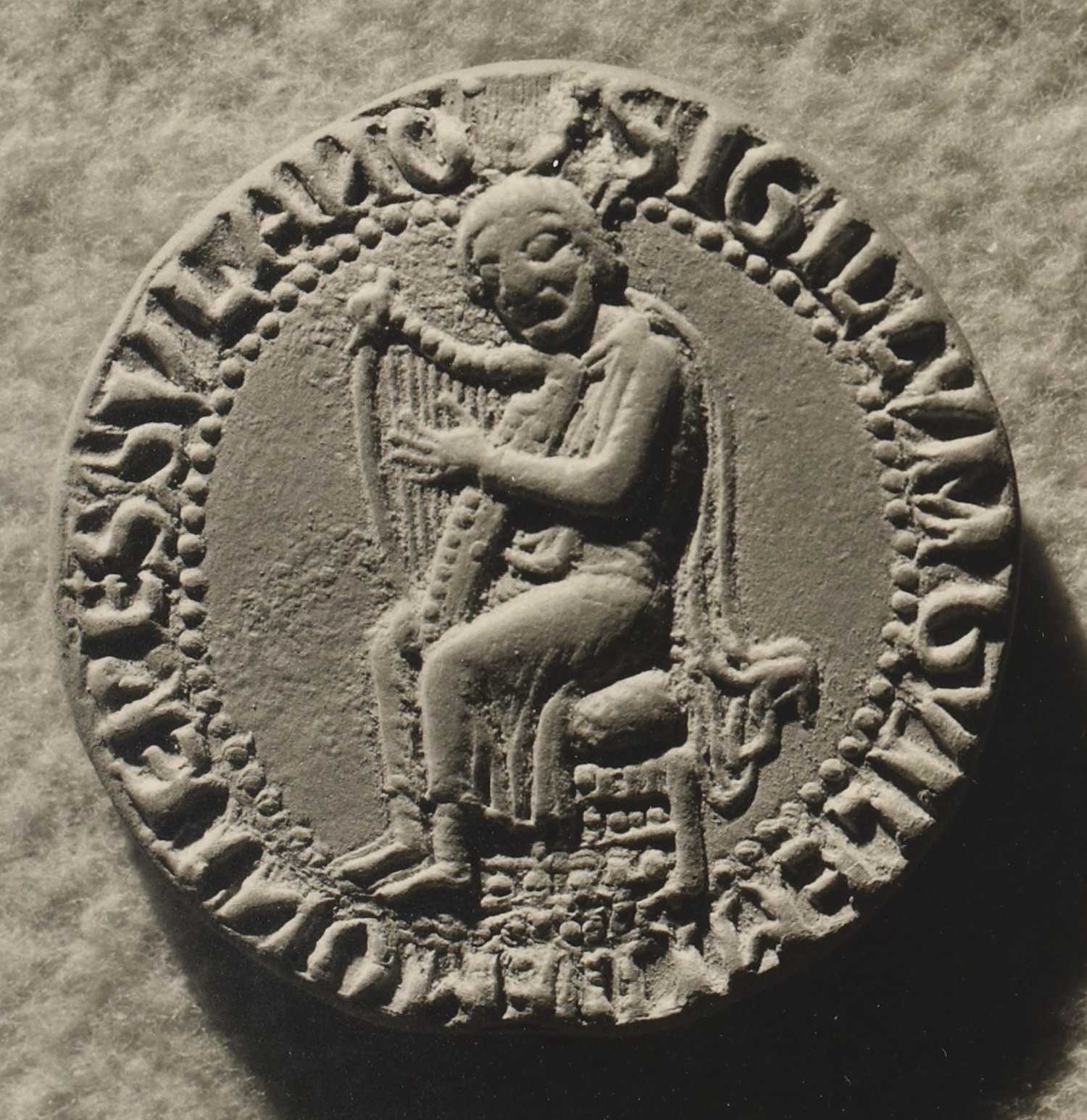
Sceau de Guilhem VIII jouant de la harpe, 1190.

Guilhem VIII, représenté sur son sceau jouant de la harpe, apparaît comme le plus glorieux seigneur de Montpellier, patron des arts et des sciences. En 1174, par un heureux concours de circonstances et son habileté personnelle, il épousa Eudoxie, une des nièces de l’empereur byzantin Manuel Comnène. À sa cour et grâce à l’influence de sa femme, il favorisa le développement des lettres et des arts, le XIIe siècle étant l’âge d’or de la poésie courtoise et de la culture de langue d’oc. Des poèmes évoquaient déjà « l’or de Montpellier », signalant par là la richesse de l’orfèvrerie locale. À la fin du XIIe siècle, la ville des Guilhem est célèbre pour sa richesse, son rayonnement intellectuel et son ouverture. Cette époque dorée pour les seigneurs de Montpellier s'acheva pourtant de manière subite et inattendue. Eudoxie, après avoir donné naissance à une fille, Marie, en 1181, ne lui donnant pas d’autre enfant, Guilhem VIII finit par la répudier et prendre une nouvelle épouse, Agnès de Castille, laquelle lui donna de nombreux enfants. Il se débarrassa de sa fille aînée en la mariant très jeune et chercha à faire légitimer sa descendance auprès de l’évêque de Maguelone puis du Pape Innocent III. Mais malgré les excellentes relations dont il jouissait auprès de ces deux seigneurs, il n’y parvint jamais. Il confia le gouvernement de sa seigneurie à sa femme et quelques notables dans l’attente de la majorité de son fils, avant de mourir le 9 novembre 1202. La ville ne fut gouvernée ainsi que durant un an et demi.
Dans les premiers mois de l’année 1204, sans que l’on en connaisse vraiment les raisons ni les circonstances, une révolte éclata, aboutissant à l’expulsion du parti d’Agnès de Castille et l'abdication de Guilhem IX au profit de Marie de Montpellier. Pierre II d'Aragon a sans doute exercé des pressions politiques. L'Aragon a cherché tout au long du XIIe siècle à prendre possession de la Provence et du Languedoc, en concurrence avec les comtes de Toulouse, pour constituer un État puissant sur la Méditerranée. Un mariage fut rapidement organisé entre l'héritière de la seigneurie et Pierre II d'Aragon (1176-1213), homme dynamique et roi d’un pays en plein essor. Le mariage eut lieu le 15 juin 1204 dans l’église originelle Notre-Dame-des-Tables et, à cette occasion, les Montpelliérains obtinrent l’autorisation de préparer un recueil de leurs droits, coutumes et privilèges. Ce texte fut présenté au couple le 15 août 1204, et approuvé par le nouveau seigneur de Montpellier. On l’appelle la Grande Charte (Magna Carta) et crée gouvernement communal de Montpellier. C'est donc un document majeur pour la ville mais elle ne précise pas l'organisation du conseil de la commune. Le pouvoir d'établir et de réformer les coutumes dans l'intérêt de la commune n'est octroyé de manière explicite que dans l'additif de 17 articles par les mêmes le 13 juin 1205. Le titre de consul est octroyé aux 12 conseillers par Pierre II dans un acte de juillet 1206. Une seconde enceinte est construite en 1205 quadruplant la surface enclose de la ville, la Commune clôture, incluant une partie du fief épiscopal du côté de la Flocaria. Au début du XIIIe siècle, l'évêque de Maguelone possède la pars antiqua de Montpelliéret qui est le bourg épiscopal et des droits de suzeraineté sur Montpellier. L'évêque participe à l'élection des consuls. Ces derniers prêtent serment entre ses mains. Le vicaire remplace l'évêque quand il est absent. Cette procédure est acceptée par l'évêque Guillaume d'Antignac, le 8 février 1211

## Montpellier à son apogée sous la dynastie aragonaise, 1204-1349
Possession des rois d'Aragon puis de Majorque, la ville connut de 1204 à 1349 son apogée. Jacques Ier d'Aragon considérait sa ville natale comme « la meilleure ville de l'univers », et y entretint une cour brillante dans son palais (détruit lors des guerres de religion). Il nomme, en 1262, comme lieutenant-gouverneur de la ville le seigneur Guillaume de Roquefeuil.

Carte de l'espace occitano-catalano-aragonais à la veille de la Bataille de Muret en 1213.
Couronne d'Aragon
Vassal de la Couronne d'Aragon: Béarn
Vassal de la Couronne d'Aragon: Comminges
Vassal de la Couronne d'Aragon: Gévaudan
Vassal de la Couronne d'Aragon: Provence
Protectorat de Pierre II d'Aragon: comtés de Toulouse et de Foix
Anciens domaines de la Maison Trencavel attribués à Simon de Montfort
Autres souverainetés

Le consulat de Montpellier gagna en puissance durant la première moitié du XIIIe siècle. Ce développement fut permis autant par l’habileté des consuls que par les circonstances politiques. Pierre II était un militaire habile mais téméraire, et après avoir permis la grande victoire chrétienne de Las Navas de Tolosa (1212), il fut tué l’année suivante à Muret près de Toulouse, lors de la désastreuse bataille qui annonçait la défaite des pays de langue d’oc face aux armées du nord. Cette mort soudaine arrangea bien les affaires de Montpellier, qui était ainsi débarrassée d’un seigneur finalement un peu trop encombrant.
Durant la minorité de son fils Jacques, le futur conquérant (1208-1272), la ville jouit d’une quasi-autonomie. En 1223, les consuls obtinrent la souveraineté de décision pour l’élection du bayle. Durant tout le siècle, ils s’approprièrent, en général par rachat, un grand nombre de droits seigneuriaux. Cet épanouissement politique fut accompagné d’un grand développement commercial et économique, dont la seule vitalité démographique de la ville peut nous donner une idée : Montpellier, peut être peuplée de 10 000 habitants en 1204, vit sa population quadrupler au cours du XIIIe siècle, pour atteindre une population généralement estimée à 40 000 habitants. Elle devint ainsi la ville la plus peuplée du royaume après Paris, dépassant légèrement Toulouse et Rouen, et plus encore Lyon, Bordeaux, Reims, Avignon ou Marseille, qui n'atteignaient pas alors plus de 30 000 habitants.
Cette prospérité attirait bien évidemment les convoitises. Philippe Auguste déjà avait pris les habitants de la ville sous sa protection ; ses successeurs cherchèrent à établir leur autorité sur la ville. Philippe III ne pouvant l'acquérir interdit aux marchands italiens d'entretenir un comptoir en ville : ceux-ci déménagèrent leurs installations pour aller à Nîmes.
En effet, au XIIIe siècle, Montpellier était le principal port d’entrée des épices en France, Marseille ne faisant pas encore partie du royaume. Les grands marchands de la ville tenaient des comptoirs dans tous les principaux ports de la Méditerranée : Tyr, Alexandrie, Constantinople, Alger, Barcelone, Majorque ou encore Venise. L’industrie la plus importante de la ville était la draperie écarlate, exportée dans toute l’Europe et jusqu’en Orient ; les draps étaient teintés de cette couleur très prisée grâce à la cochenille, insecte parasite des chênes kermès, très courants à l’époque dans la région de Montpellier. On trouvait par conséquent à Montpellier un grand nombre de produits de toutes sortes, de provenance régionale (herbes aromatiques, sauge, réglisse, miel, fruits : figues, abricots, melons, grenades, etc., et légumes ; mais surtout, déjà, les vins, très réputés) ou internationale (poivre, safran d’Espagne, cannelle, sucre de Candie, clou de girofle…). La destination de ce commerce était principalement le nord de l’Europe, via Paris. Les artisans montpelliérains étaient également réputés, même si la disparition de presque toutes leurs œuvres ne nous permet guère de prendre la mesure de leur talent.

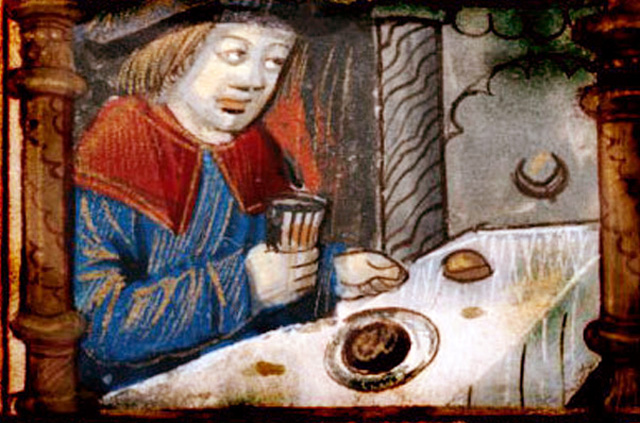
Buveur de garhiofilatum.

Dès cette époque, aux XIIe et XIIIe siècles, Montpellier était connue et reconnue pour son savoir-faire dans les produits culinaires composés d'épices. Montpellier s'est, très tôt, spécialisée dans la réalisation de produits à très haute valeur ajoutée. La rareté et le coût élevé que représentent les épices en font un objet de choix pour diverses compositions dont Montpellier deviendra la ville experte. Parmi ceux-ci, un vin était particulièrement prisé : le Garhiofilatum. Il s'agit d'un vin élevé avec des épices rares venant du bout du monde. La renommée de ce savoir-faire était telle que ce vin s'est exporté jusqu'en Angleterre, où le roi Henri III notamment le demandait pour ses réceptions royales. En des temps où les transports étaient longs, coûteux et dangereux, seuls des produits de grande qualité faisaient l'objet de telles demandes. Au XIVe siècle encore, les rois de France et les Papes d'Avignon appréciaient beaucoup les vins de Montpellier, bien plus réputés que ceux des côtes du Rhône qui à l'époque étaient médiocres.
Nombreux sont les témoignages parvenus jusqu’à nous exprimant la prospérité de la ville à l’époque des souverains aragonais. En reconnaissance de la vitalité des écoles de droit et de médecine, actives depuis le XIIe siècle, l’université de Montpellier elle-même est créée le 26 octobre 1289 par la bulle papale Quia Sapientia du pape Nicolas IV. Pétrarque notamment évoque au XIVe siècle la forte impression que lui fit la ville où il a étudié le droit pendant quatre ans : « Là-bas aussi, quelle tranquillité avions-nous, quelle paix, quelle abondance, quelle affluence d'étudiants, quels maîtres ! ». Plusieurs savants arabes ou juifs ont parlé de la ville en des termes non moins élogieux.
Au cours d'une entrevue entre Jacques Ier et Philippe III le Hardi, à Palairac, le 18 août 1283, Jacques Ier reconnut que la ville de Montpellier et le château de Lattes et tous les autres châteaux et villages de la baronnie de Montpellier étaient du royaume de France, qu'ils étaient de la mouvance de l'église de Maguelone et qu'il les tenait en arrière-fief du royaume de France. De son côté le roi de France a accordé que pour toutes les causes d'appel pour la baronnie de Montpellier ne relèvent pas du sénéchal de Beaucaire mais directement du roi de France.
En 1293, Philippe le Bel fut le premier roi de France à acquérir des droits directs sur Montpellier ; en effet, l'évêque de Maguelone lui vendit en pleine propriété ses droits sur la juridiction de Montpelliéret. C'était la première étape de l'acquisition de Montpellier par la couronne de France.

## Le sombre crépuscule du Moyen Âge, 1348-1440

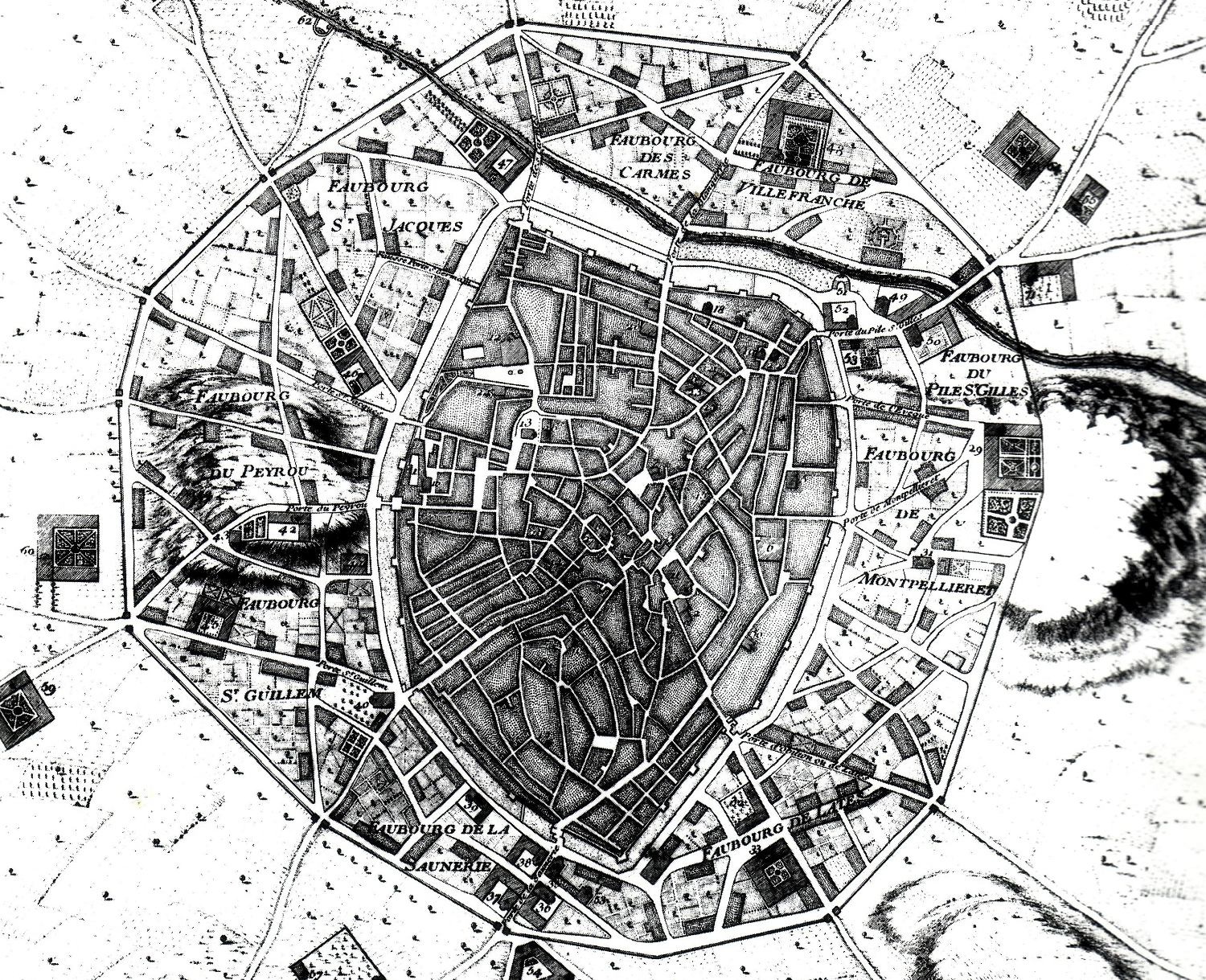
Plan de Montpellier (vers 1737).

Les XIVe et XVe siècles sont des siècles d'épreuves. De même que d'autres villes – Sienne en Italie est également dans ce cas – elle ne retrouvera pas sa prospérité passée après cette période difficile.
Dans la première moitié du siècle, Montpellier connaît des problèmes sociaux cristallisés lors d'une affaire de détournement de fonds publics dans les années 1320. La population commence à se désintéresser du gouvernement communal. La ville commence à connaître des difficultés sur le plan agricole à cause de problèmes climatiques de plus en plus fréquents : depuis les années 1320, après trois siècles d’excellence climatique, le climat devient moins favorable et de nombreux « accidents » entraînent des séries de mauvaises récoltes. De fortes pluies au mauvais moment suffisent à ruiner une récolte, mais il y a aussi des tempêtes, des hivers très rigoureux (l’étang de Thau est entièrement gelé en 1364), et des inondations.
En 1348, des bateaux génois en provenance du port de Caffa sur la mer Noire cherchent à accoster dans les ports d’Europe occidentale ; de nombreux ports les rejettent car ils savent que ces bateaux sont contaminés. Ils sont finalement placés en quarantaine sur l’Île du Frioul à Marseille. Des contrebandiers profitent de l’aubaine et permettent ainsi à la maladie de se répandre : c'est la peste noire, transmise par un bacille qui infecte la puce du rat noir, maladie en provenance d’Asie que l’on n’avait pas vue en Europe depuis plus de quatre siècles. La population de l'époque ne sait pas ce qui provoque cette maladie, et bien que de nombreuses mesures soient prises pour empêcher qu'elle se répande, elles sont en général inefficaces. À partir de Marseille, la peste se répand d’abord dans le sud de la France puis dans toute l’Europe jusqu’en Scandinavie et finalement en Russie.
L’épidémie est la plus meurtrière que l’Europe ait jamais connue : au moins 40 millions de victimes, environ le tiers des Européens. Certaines régions particulièrement touchées comme la Navarre perdent 70 pour cent de leur population. De plus, cette maladie ne fait pas un passage unique, mais revient par vagues pendant plusieurs décennies, notamment en 1363, 1374-1375, etc., et de manière plus ponctuelle jusqu’au XVIIIe siècle. Ainsi, l’Europe, après le trop plein de population de 1300, redevient un continent relativement vide d’hommes. L’essor démographique ne permettra de revenir au seuil de 1300 que dans la seconde moitié du XVIe siècle.
Ainsi, la guerre de Cent Ans apparaît finalement comme un problème relativement secondaire, d’autant plus que Montpellier ne fut jamais prise dans les affrontements franco-anglais. Cependant elle eut à souffrir des nombreux passages des routiers qui ravageaient la campagne en période de paix, puisqu’ils n’étaient plus payés. Certaines bandes plus audacieuses que d’autres s’attaquèrent à Montpellier et ravagèrent les faubourgs mal protégés, notamment en 1361. D’autres villes moins importantes furent prises par ces mercenaires.
La période de la Guerre de Cent Ans et des grandes pestes est noire pour toute l’Europe ; la peste noire à elle seule entraîne une chute démographique et un fort ralentissement économique. Mais si ces épreuves sont terribles, elles permettent également le renouveau de la renaissance grâce à une hausse globale du niveau de vie. La plupart des villes parviennent à se relever et à reprendre leur essor économique – Lyon, Marseille ou Toulouse se développent beaucoup en cette fin du Moyen Âge.
C’est lors de cette période troublée que Montpellier rejoignit la couronne de France. En 1349, Jacques III de Majorque avait été expulsé de son propre royaume de Majorque par son frère ; il ne disposait plus que de la seigneurie de Montpellier et du Roussillon. Il choisit de vendre Montpellier, pour 120 000 écus d'or, afin d'avoir les moyens de tenter de reprendre Majorque, et c’est ainsi que Philippe VI prit possession de la ville le 19 mai 1349, l’année où il acquit également le Dauphiné. Cette date marque la fin de la quasi-autonomie politique de Montpellier. Les officiers royaux qui dès lors résidèrent en ville prirent de plus en plus d'importance dans le gouvernement de Montpellier.
En 1364, pour protéger les faubourgs des raids anglais, les consuls font construire La Palissade, une enceinte précaire. La même année, le pape Urbain V, ancien élève et professeur de droit à Montpellier, tente de soutenir l'université en faisant construire le collège-monastère Saint-Germain-Saint-Benoît. La première pierre du monastère bénédictin est posée le 1er octobre 1364. L'église est consacrée par le pape le 14 février 1367. La bulle de fondation du monastère est donnée à Rome le 1er février 1368 qui est alors soumis à l'abbaye Saint-Victor de Marseille. En 1365, Charles V a cédé la partie de la seigneurie de Montpellier qu'il possède à Charles le Mauvais, roi de Navarre, contre les châteaux de Mantes et de Melan et le comté de Longueville. La seigneurie est reprise par Charles VI le 28 octobre 1381.
En 1388, Charles VI décida de réduire le nombre de consuls majeurs de la ville à quatre, marque de la perte de pouvoir très importante subie par le consulat de la ville. Par la suite, le nombre de consuls majeurs fut relevé à six.
Assez rapidement, les contributions de guerre, en cette période de pénurie, devinrent écrasantes pour la ville, comme pour tout le reste du royaume. Les assemblées générales des pays de langue d’oc, qui se tinrent régulièrement à Montpellier, n'accordèrent souvent qu'à contre-cœur les aides exigées, l’exorbitante rançon imposée par les Anglais pour la libération du roi étant bien supérieure à ce que le royaume, ruiné par la guerre et la peste, pouvait payer. Les années 1370 virent la forte augmentation des impositions de guerre, et en 1378 les consuls de Nîmes refusèrent de fournir les sommes demandées ; les autorités royales, furieuses, sévirent avec force en supprimant temporairement le gouvernement communal. L’année suivante, ce fut au tour de Montpellier de se soulever : quelques jours après l’annonce de l’augmentation des impôts, la population prit les armes et massacra les collecteurs d’impôts et leur suite, soit une vingtaine de personnes. Le duc d’Anjou, lieutenant du roi en Languedoc qui était alors en Bretagne, arriva aux portes de la ville avec une armée au début de l’année 1380 ; les Montpelliérains, qui avaient agi sous le coup de la colère, ne cherchèrent pas à se défendre. La sentence fut terrible, mais la médiation du frère d’Urbain V qui était cardinal et celle du Pape décidèrent le duc à faire preuve de clémence ; seuls quelques meneurs furent exécutés et l’amende fut légère.
Pendant la guerre civile, Montpellier resta à distance des conflits. La ville chercha à retrouver sa place dans le grand commerce méditerranéen, sans y parvenir.

## Le renouveau, 1440-1560
À la fin de la guerre, une fois les épidémies passées, la ville retrouve une certaine activité commerciale grâce à l’implantation de Jacques Cœur qui choisit Montpellier en 1432 comme centre de ses activités commerciales en Méditerranée. Il fait des dons d’argent à la ville, fait réaménager le port de Lattes, dont les vestiges ont été découverts lors de fouilles en 1988 et sont à présent enterrés sous le quartier Port Arianne. Il se fait construire plusieurs hôtels particuliers (dont nous reste aujourd’hui l’Hôtel Jacques Cœur, qui contient le musée languedocien), une grande et une petite loge pour accueillir les affaires commerciales. On dit que du sommet de la tour qu’il s’est fait construire au sommet de la grande loge, il pouvait voir ses navires accoster au port de Lattes. Ce n’est pas impossible car, depuis les tours de la cathédrale, par exemple, on voit bien la mer.
Malgré les efforts de Jacques Cœur, qui n’est resté à Montpellier que quelques années, la ville ne retrouve pas sa prospérité des XIIIe et XIVe siècles. Elle reste une ville commerçante d’importance secondaire, d’autant plus que la donne a changé : Marseille est entrée dans le royaume de France, et, dès lors, il est évident qu’elle en devient le port principal sur la Méditerranée ; de plus, au début du XVIe siècle, le grand commerce atlantique et les voies commerciales portugaises qui contournent l’Afrique provoquent une baisse importante de la place du commerce méditerranéen dans l’économie européenne. Montpellier n’a donc plus une grande importance commerciale, mais elle demeure un centre intellectuel de premier ordre.
Le roi Louis XI ordonne la création d'une Cour des aides à Montpellier, par ses lettres patentes, le 12 septembre 1467.
En 1536, l’antique siège de l’évêché de Maguelone est transféré à Montpellier, dans les locaux du monastère saint Benoît. La vaste chapelle de ce monastère et son porche impressionnant deviennent donc église cathédrale et le monastère devient le palais épiscopal. À peine vingt ans plus tard, éclatent les troubles des guerres de religion.

## Le Languedoc dans la tourmente des guerres de religion, 1560-1630
Montpellier, centre religieux et intellectuel de premier ordre, a été frappée de plein fouet par les troubles des guerres de religion.
La ville fut pendant une cinquantaine d’années une place forte du protestantisme en France ; il en a résulté plusieurs sièges et, surtout, la destruction complète de tous les édifices religieux de la ville, à l’exception de la cathédrale (de nombreuses fois réparée), et de la chapelle sainte Foy (qui a subi de nombreuses réfections et modifications).
En 1572-1576, la ville bénéficie de l’alliance des protestants du Languedoc avec le gouverneur Montmorency-Damville, catholique conciliant. Mais la trahison de ce dernier, qui s’allie au roi en 1576, provoque le soulèvement de la ville qui rejette son autorité. François de Châtillon la défend contre le long siège du gouverneur du Languedoc. Il commence par raser la citadelle. Quand la situation devient difficile, il fait une sortie, parcourt les Cévennes et va jusqu’à Bergerac pour recruter des renforts, et réussit à les ramener dans la ville.
En 1577 la ville est attaquée pour la première fois au cours des conflits religieux. Le palais royal (qui était situé à l'emplacement du palais de justice près du Peyrou) est détruit.
En 1598, l'édit de Nantes désigne Montpellier comme une des places fortes où le culte protestant est reconnu. S'ensuivent une vingtaine d'années de calme, rompues lors d'une dernière guerre de religion. En 1622, Louis XIII dirige le siège de la ville rebelle, qui capitule au terme d'un pilonnage intense de deux mois.
Mais c'est en 1622 que Montpellier eut à subir l'événement le plus important qu'elle ait connu durant les guerres civiles : son siège par l'armée royale de Louis XIII. À la fin des années 1610, Louis XIII qui s’était débarrassé de la tutelle de sa mère et avait pris en mains le pouvoir commença à reprendre les principales places fortes protestantes. Il fit d'abord campagne dans l’ouest, puis se rendit en Navarre et en Béarn. L'armée royale arriva devant les murs de la ville en juillet 1622 ; les Montpelliérains refusèrent de se rendre. Le roi disposait de nombreux canons, et la ville fut soumise à un pilonnage intense durant deux mois. La défense fut acharnée. Louis XIII, qui voulait en finir rapidement, proposa finalement d’accorder son pardon aux protestants du Languedoc s’ils se rendaient, ce que les défenseurs, épuisés, acceptèrent. À la suite du siège fut donc signé l'édit de Montpellier, qui confirmait les dispositions de l'édit de Nantes, mais imposait aux protestants le démantèlement des fortifications de, Montpellier, Nîmes et Uzès. L'autorité du roi fut donc rétablie et symbolisée par la construction en 1624 d'une puissante citadelle (Lycée Joffre actuel).
Quelques années plus tard, à la suite de la prise de La Rochelle puis d’Alès en 1629, la paix mettant enfin un terme aux conflits religieux en France fut signée.
Ce fut aussi le retour de la domination catholique définitivement assurée par l'édit de Fontainebleau de 1685, par la destruction de tous les temples protestants et le bannissement des pasteurs. Depuis, la ville est restée majoritairement catholique, mais comme toutes les autres villes de la région elle englobe une forte minorité protestante (et aussi, plus récemment, musulmane).

## Montpellier à l’époque moderne, 1630-1789

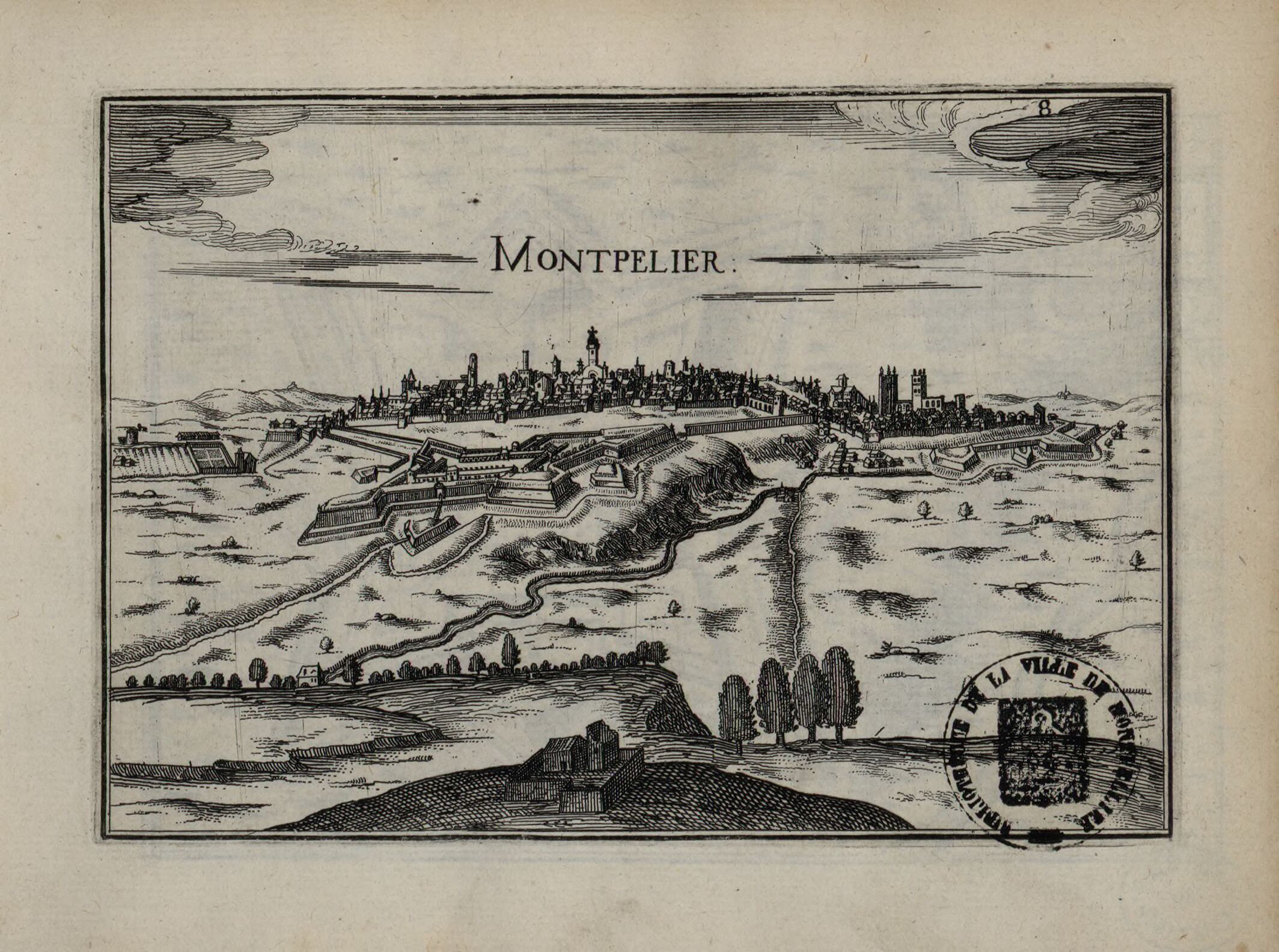
Vue de Montpellier en 1652 par Christophe Tassin

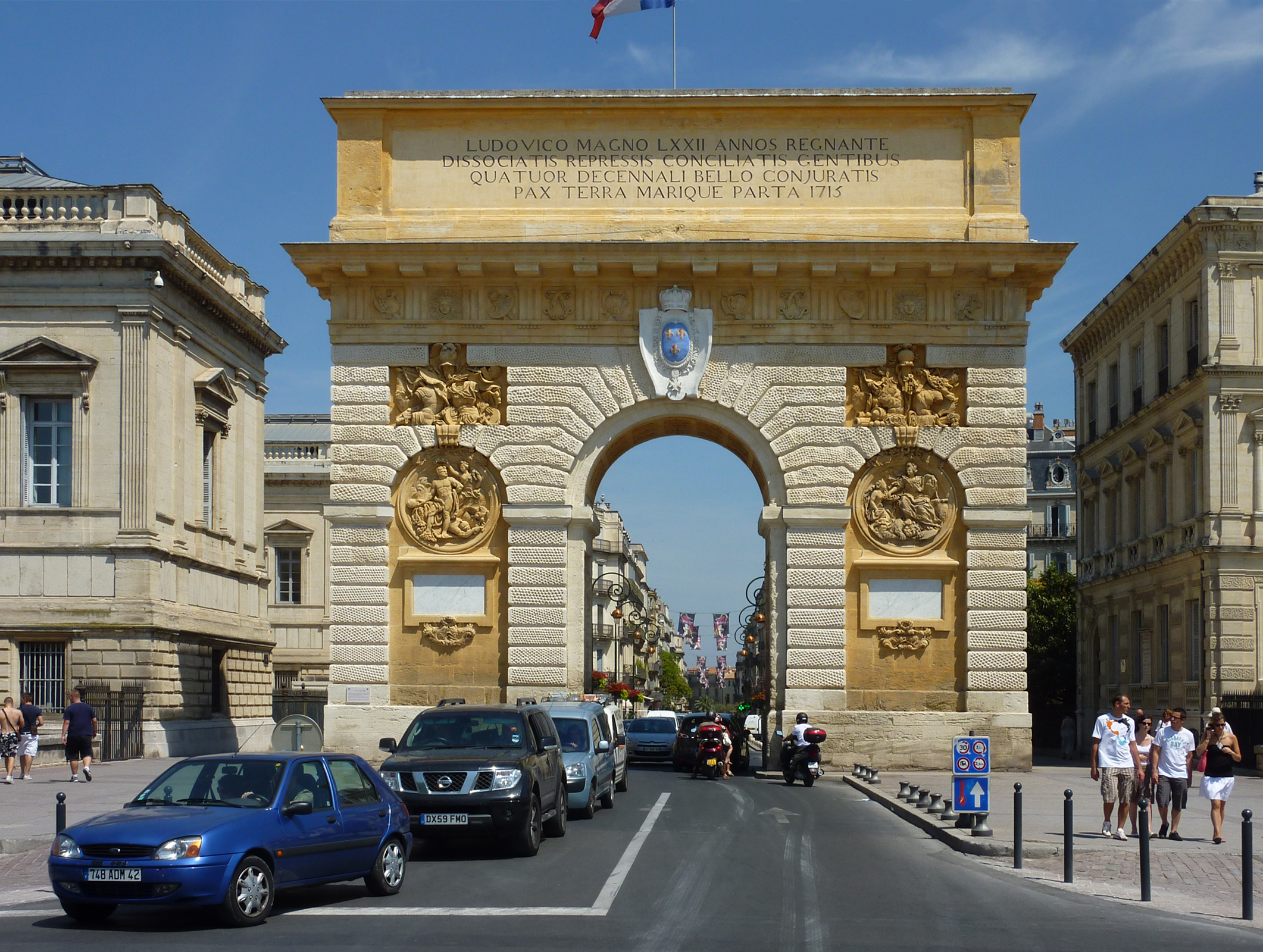
L'Arc de triomphe, façade ouest

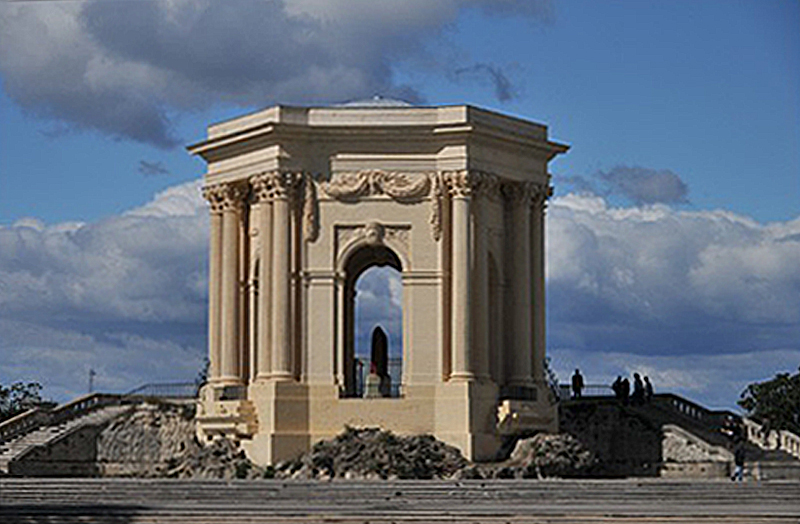
Le Château d'eau du Peyrou de Jean-Antoine Giral.

Une fois achevée la pacification de Montpellier, la noblesse de robe, fière de son nouveau statut, fait construire de nombreux hôtels particuliers, particulièrement élégants et dont l’architecture est très caractéristique du centre historique. L’un des plus beaux, l’hôtel de Guidais, peut être admiré à l’angle ouest de la promenade du Peyrou. Propriété de la famille Molinier, il n’a pas été subdivisé. Il fut la résidence de l’avant-dernier Grand Maître de l’ordre de Malte, Hompech, qui y mourut. Le magnifique jardin et la maison typique du classicisme languedocien peuvent être visités.
La ville pacifiée prospère à nouveau, et s'embellit. Des monuments emblématiques sont construits.
Au cours du XVIIe siècle on aménage la place de la Comédie et l’Arc de triomphe et l'Esplanade du Peyrou(architecte Augustin-Charles d'Aviler). C’est aussi le cas de la place Jean Jaurès, construite sur le site de l’ancienne église Notre-Dame des Tables, détruite au cours des guerres de religion, et de la promenade royale du Peyrou construite sur ordre de Louis XIV et en son honneur, à l’extérieur des fortifications. Pour alimenter la ville et ses jardins, un aqueduc, dénommé « Les Arceaux », achemine l’eau depuis Saint-Clément-de-Rivière. Élaboré au milieu du XVIIIe siècle par les ingénieurs Clapier et Henri Pitot, inauguré et mis en service le 7 décembre 1765, il aboutit au superbe château d’eau qui domine l’esplanade du Peyrou (architecte : Jean-Antoine Giral).
Jusqu’à la Révolution française, Montpellier est le siège des États de Languedoc.
À la fin du XVIIIe siècle, Montpellier absorbe les communes voisines de Celleneuve, Montels-lès-Montpellier, Montauberon et Saint-Hilaire.

## AuXIXesiècle

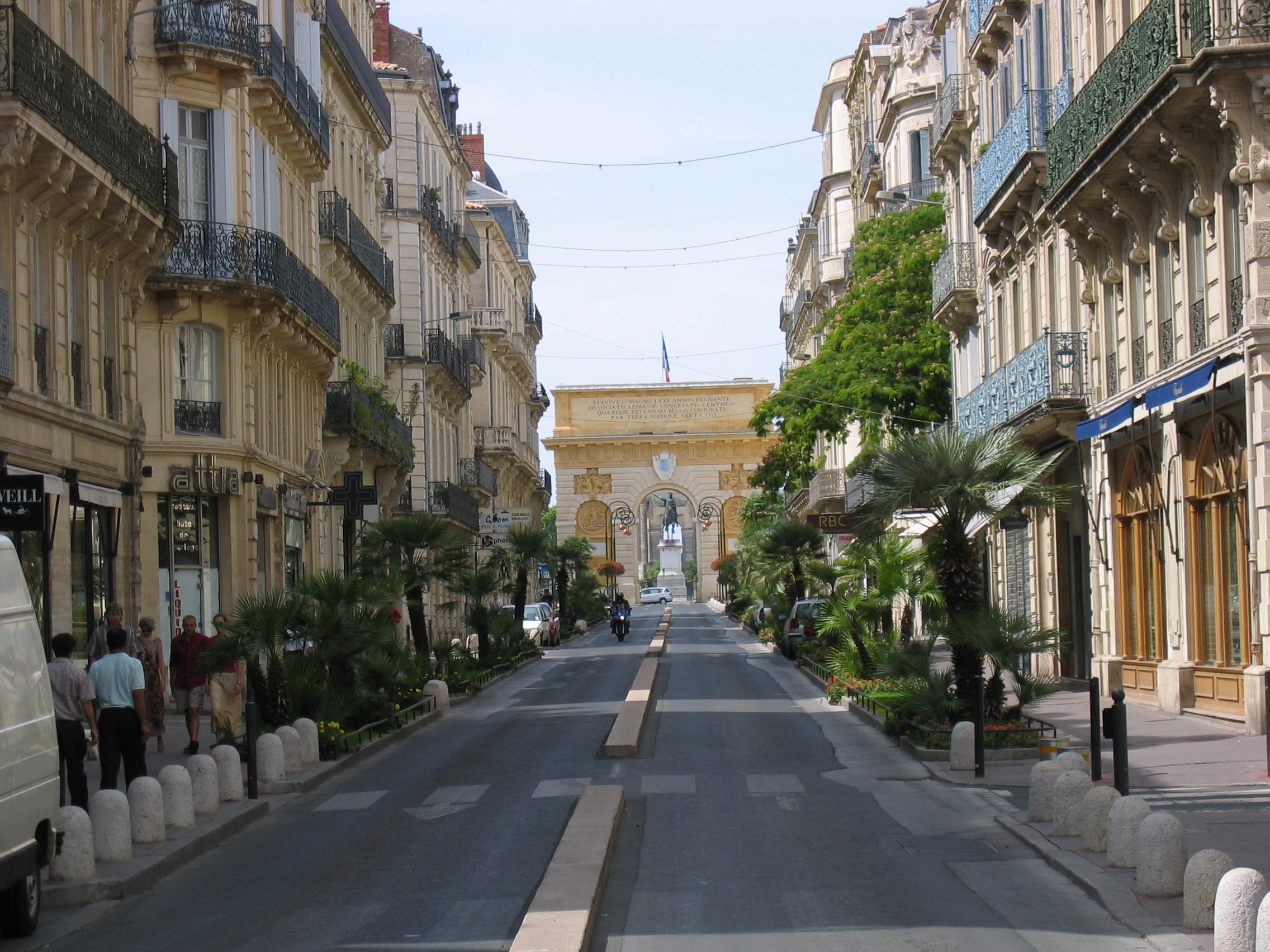
La rue Foch, une rue typiquement hausmannienne, qui fut percée à la fin du Second Empire.

Le développement de la viticulture au XIXe siècle favorise la constitution de fortunes et se traduit par une métamorphose urbaine considérable.
La sensibilité au développement culturel suit aussi avec la création du musée Fabre, principal musée d'art de Montpellier, ouvert en 1828, l'édification du palais de justice et de la préfecture le long de la percée de la rue Foch, des églises Sainte-Anne (dont la flèche du clocher néo-roman atteint 69 mètres et permet, aujourd'hui encore, de repérer la ville de loin) et Saint-Roch, de la gare, la reconstruction du théâtre après l'incendie de 1881 par Cassien Bernard, élève de Charles Garnier, et le réaménagement total de la place de la Comédie par la même occasion, bordée d'immeubles et de grands magasins haussmanniens en sont les parfaits exemples.
Inspirés des travaux du baron Haussmann à Paris, des travaux sont effectués sous l'impulsion du maire montpellierain, Jules Pagézy, pour créer de larges avenues au sein de l'Écusson et doter la ville de nouveaux bâtiments administratifs parfois monumentaux (par exemple, le palais de justice et la préfecture). Si les travaux sont inachevés, on leur doit malgré tout la rue Foch (ancienne « voie Impériale » reliant la préfecture à la promenade du Peyrou via l'Arc de Triomphe), la rue de la Loge bordée par les halles métalliques Castellane de type Baltard (inaugurées dès 1855), qui débouche sur la célèbre place de la Comédie dont l'actuel Grand Théâtre, à l'architecture et aux décors très « Second Empire » est inauguré en 1888 en remplacement de l'ancien théâtre XVIIIe de Jacques Philippe Mareschal incendié en 1881 (notamment, le riche foyer et la salle de spectacles à l'italienne ; cet intérieur, très représentatif des arts décoratifs des années 1880). Citons encore la rue de la République et la rue Maguelone qui donnent accès à la gare et sa colonnade (1844) donnant sur le square Planchon dominé par le grand temple protestant. Le coût des expropriations pour les percées haussmaniennes et la crise du Phylloxéra mettent un terme à cette grande politique d'urbanisation. La ville s'étend ensuite vers ses faubourgs (Courreau, Saunerie, Figuerolles, Boutonnet, Saint-Jaumes) et autour de la gare (rue de la Méditerranée, boulevard de Strasbourg).

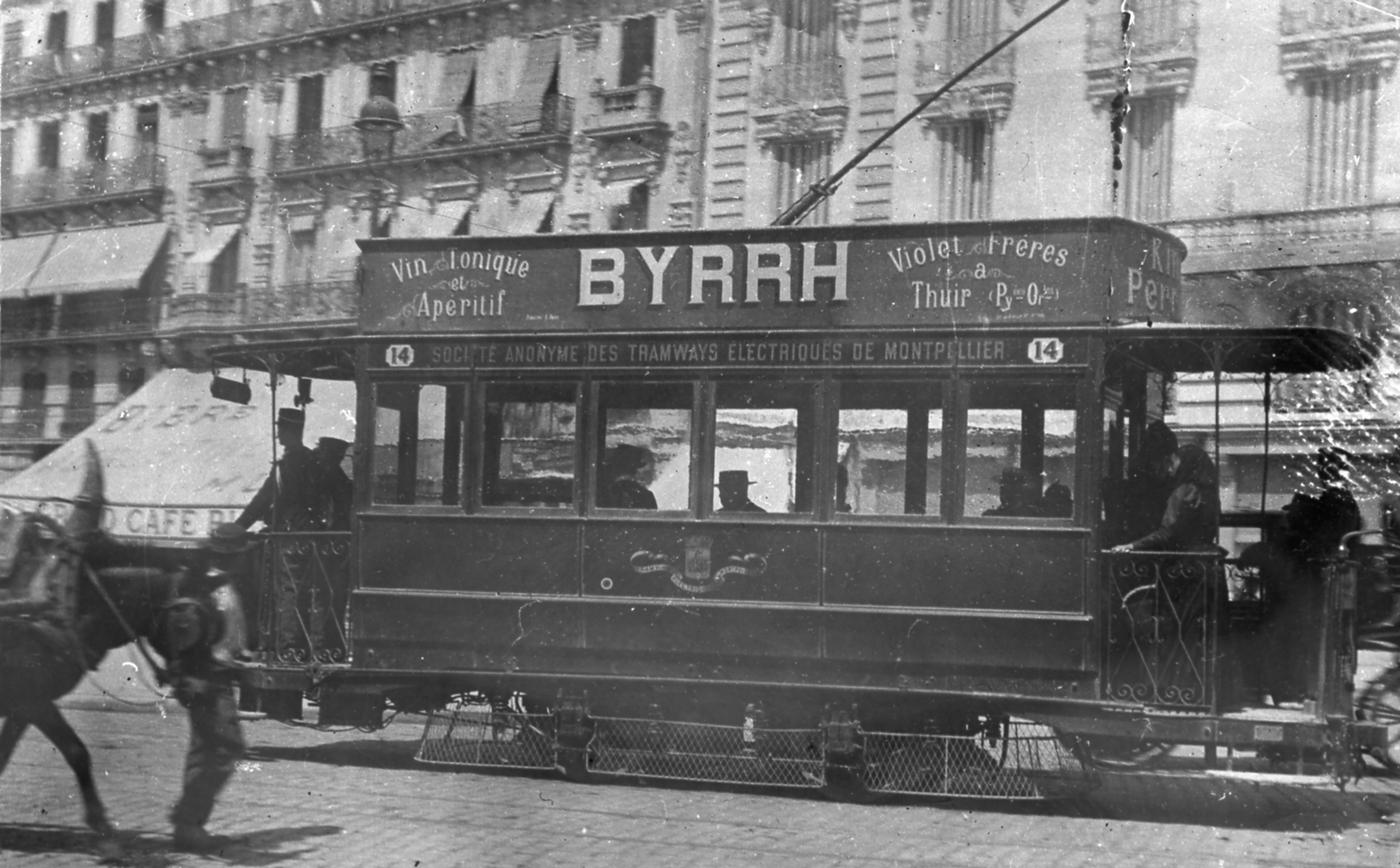
Rame du tramway de Montpellier.

En 1880, la ville en pleine expansion ouvre un réseau public de tramways hippomobiles. Le premier lycée de jeunes filles de France y est ouvert en 1881. En 1897, la première ligne de tramway électrifié est ouverte. Elles vont se multiplier et former le premier réseau de tramway de Montpellier, fort de 5 lignes, qui sera fermé en 1949, à cause du manque d'entretien durant la Seconde Guerre mondiale et de l'avènement de l'automobile, après-guerre.

Le phylloxéra d'abord, et la surproduction viticole ensuite, apportent pour quelques décennies un coup d'arrêt à l'expansion de Montpellier. Dans la lancée de la construction du nouveau théâtre, la ville se lance, néanmoins, dans le réaménagement urbanistique total et somptuaire de l'ensemble de la place de la Comédie entre 1885 et 1900, à l'architecture typiquement parisienne du Second Empire (haussmannienne) et de la Troisième République (utilisation de l'ardoise et du zinc pour les toitures). Une note, pour les visiteurs, parfois étonnante pour ne pas dire « exotique » dans une ville méridionale à l'exemple du surprenant et original jumelée » édifié en 1898.

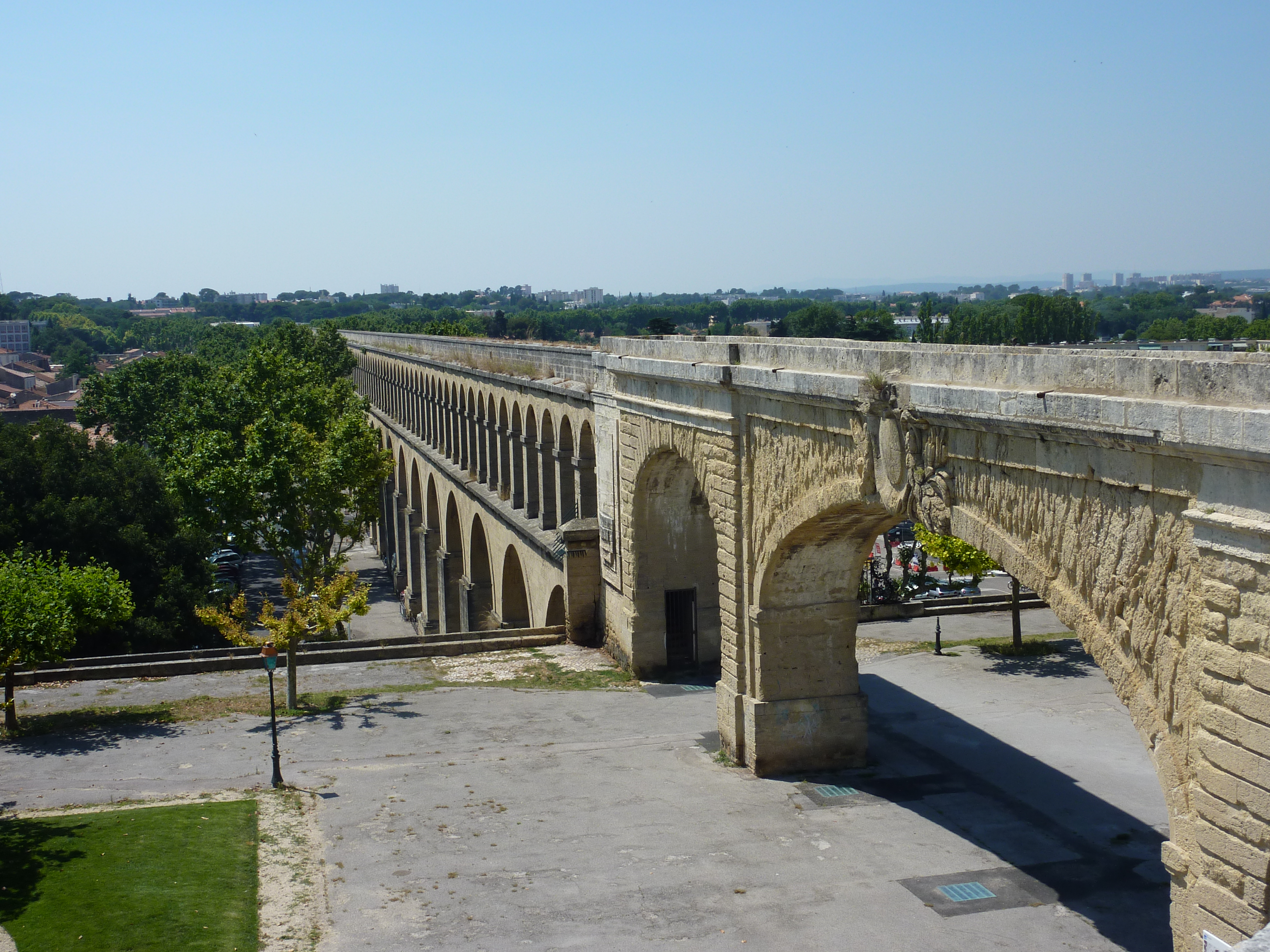
L'aqueduc Saint-Clément vu de la promenade du Peyrou.
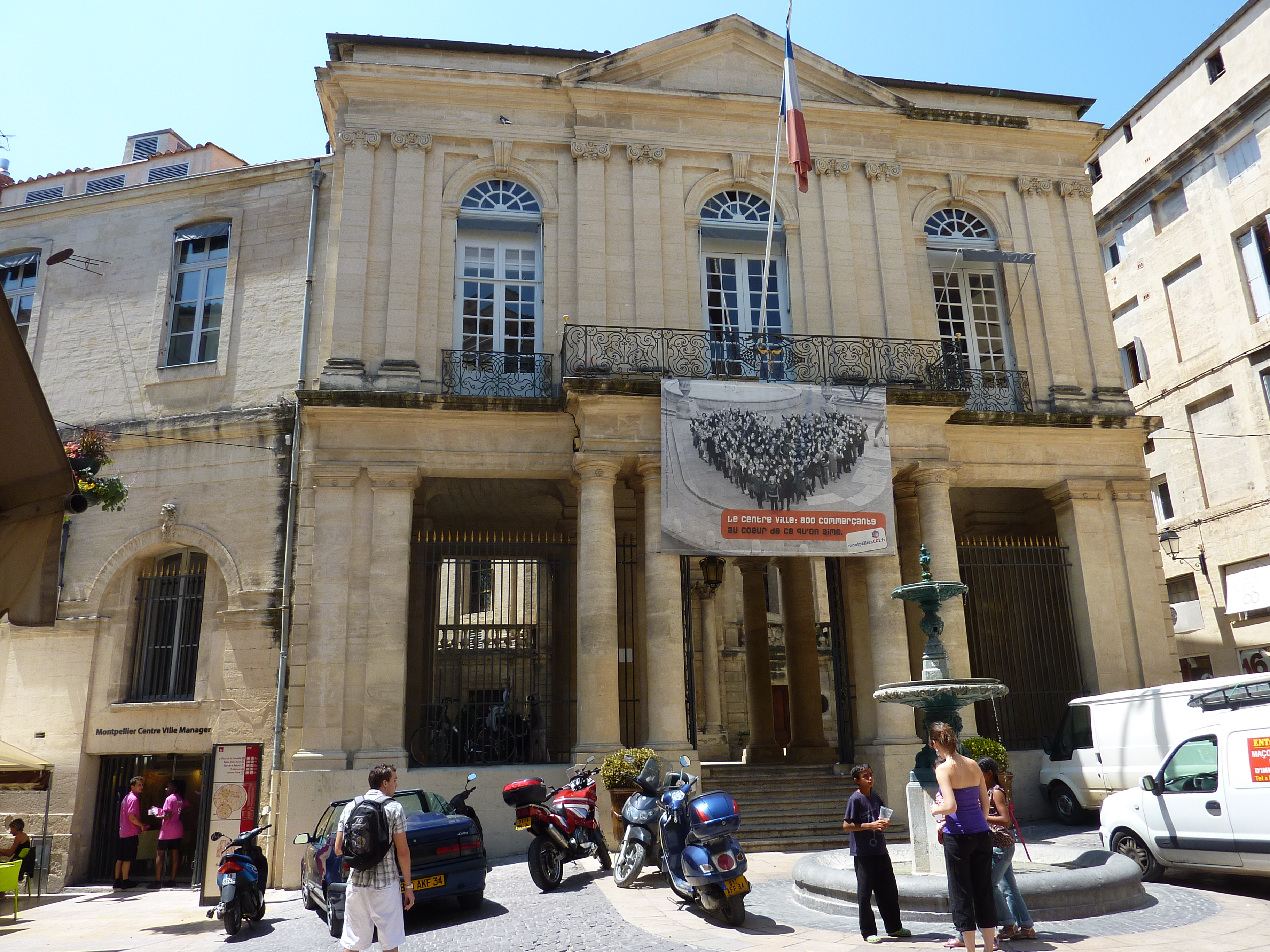
L'hôtel particulier Saint-Côme (XVIIIe siècle).
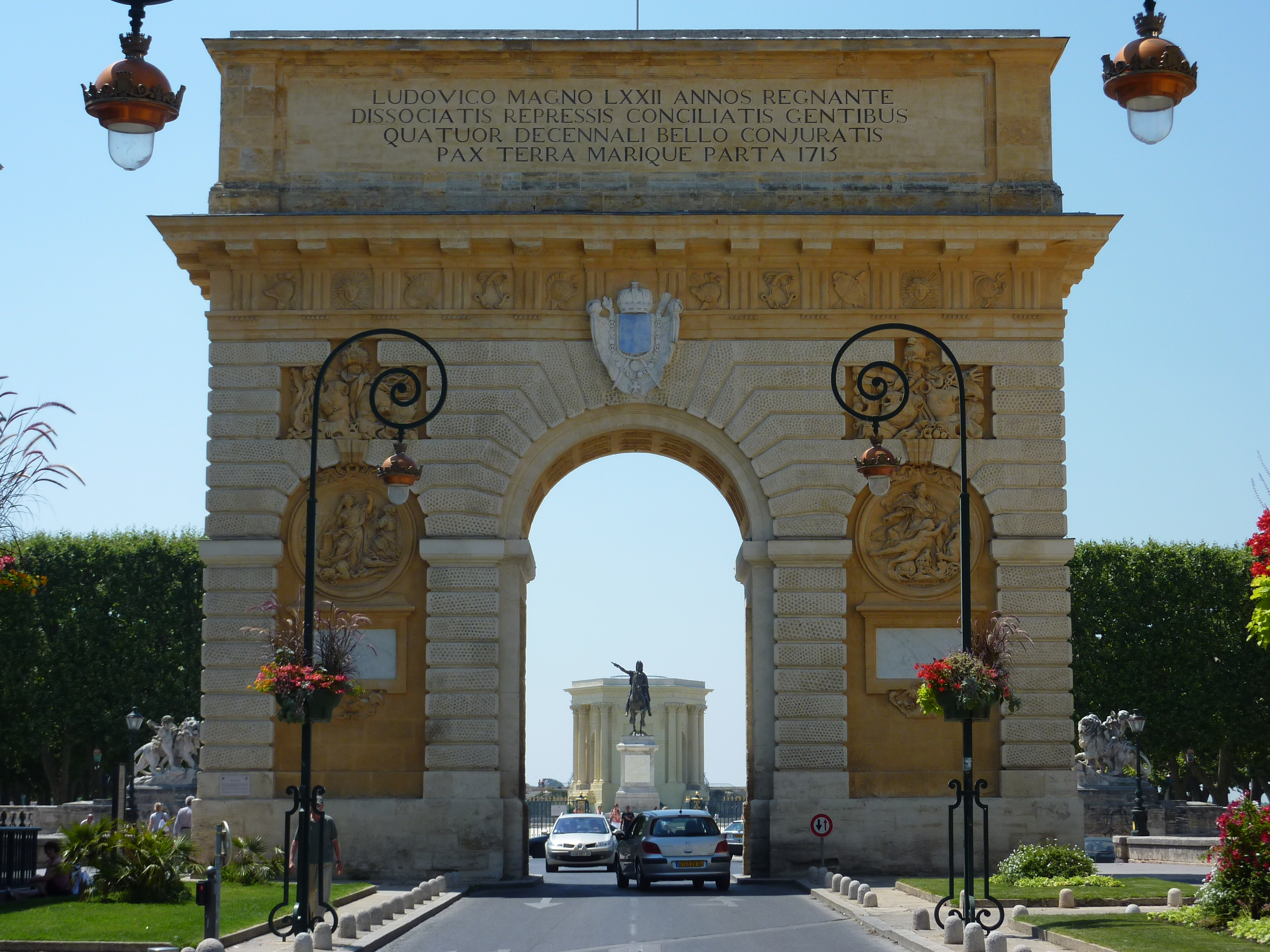
L'Arc de Triomphe (façade est).
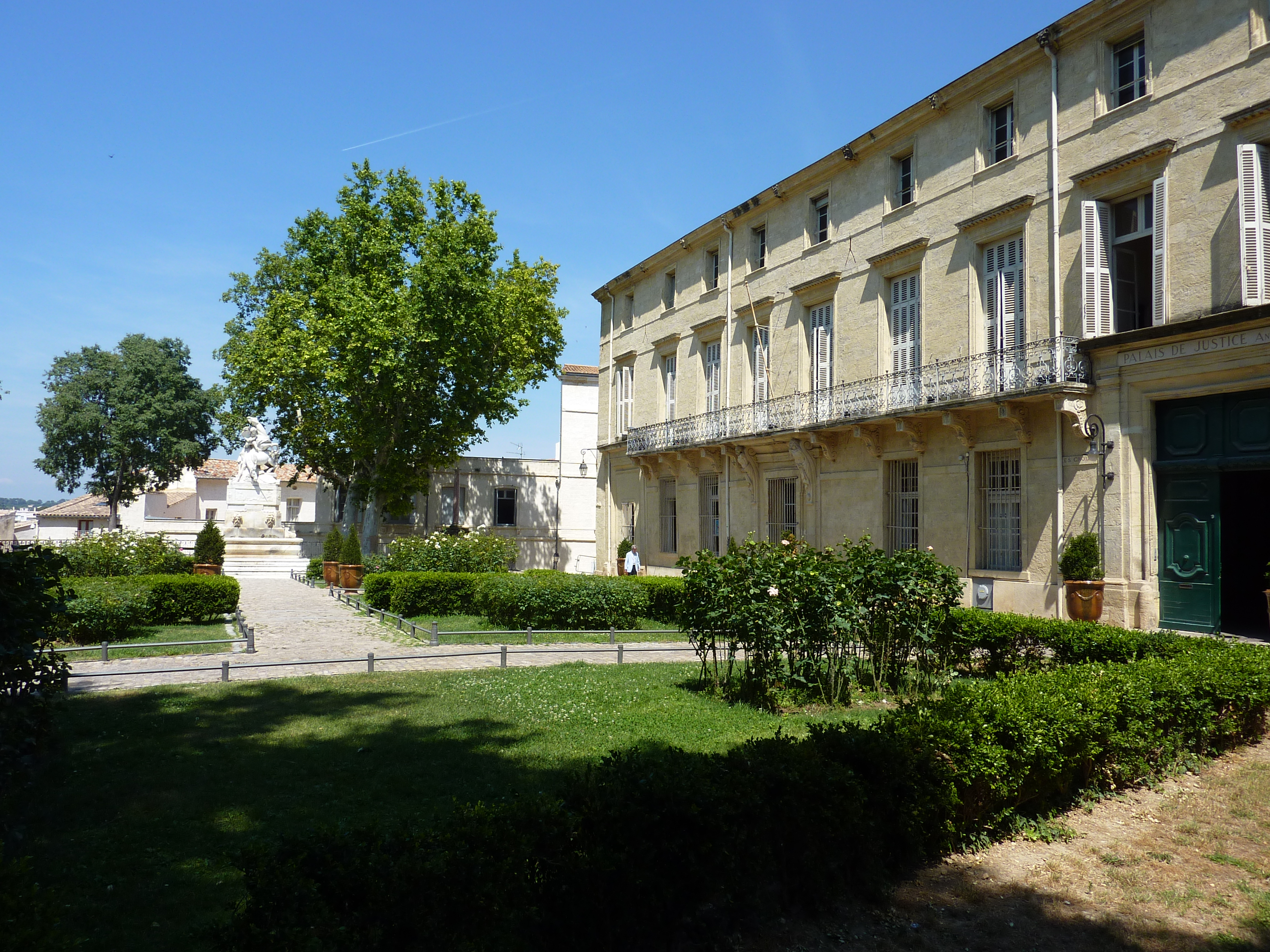
La place de la Canourgue et l'hôtel particulier Richer de Belleval.

## AuXXesiècle

### Manifestation du9 juin 1907

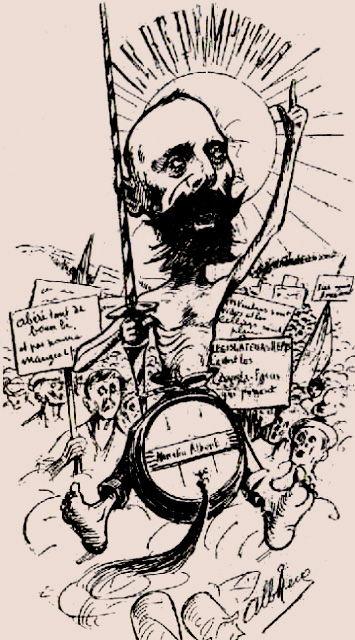
Caricature représentant Marcelin Albert en Don Quichotte lors de la manifestation de Montpellier.

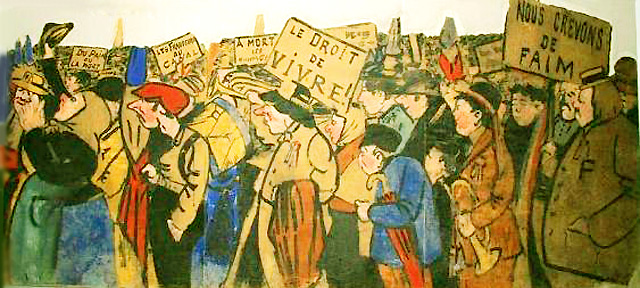
Manifestation du Midi viticole d'avril à juin 1907, par Pierre Dantoine.

La date du 9 juin 1907, avec le gigantesque rassemblement de Montpellier, marque l'apogée de la contestation vigneronne dans le Midi de la France. La place de la Comédie est envahie par une foule estimée entre 600 000 et 800 000 personnes. C'est la plus grande manifestation de la Troisième République. Dans son discours, Ernest Ferroul, en tant que maire de Narbonne, appelle à la démission de tous ses collègues du Languedoc-Roussillon. Il prône ouvertement la désobéissance civique. Quant à Marcelin Albert, il prononce un tel discours que le journaliste du Figaro en est bouleversé et écrit : « C’était fou, sublime, terrifiant ».
La révolte vigneronne reçoit l'aval de toutes les tendances politiques, des royalistes aux radicaux, tous soutiennent activement le mouvement. Tout le Languedoc est ligué contre Clemenceau, président du Conseil. L'Église catholique ouvre même les portes de sa cathédrale et de ses églises. Un communiqué de l'évêque Anatole de Cabrières, fait savoir qu'y seront accueillis pour y passer la nuit les femmes, les enfants et les viticulteurs grévistes,.
Le même jour, de l'autre côté de la Méditerranée, près de 50 000 personnes défilent dans les rues d'Alger pour soutenir leurs collègues métropolitains. Le bruit ayant couru que l'armée était prête à intervenir, Pierre Le Roy de Boiseaumarié, avocat de formation, futur président de l'INAO et de l'OIV, dont la famille était installée à Vendargues, met le feu à la porte du palais de justice de Montpellier pour empêcher la troupe, qui s'était cantonnée à l'intérieur, de tirer sur les manifestants.

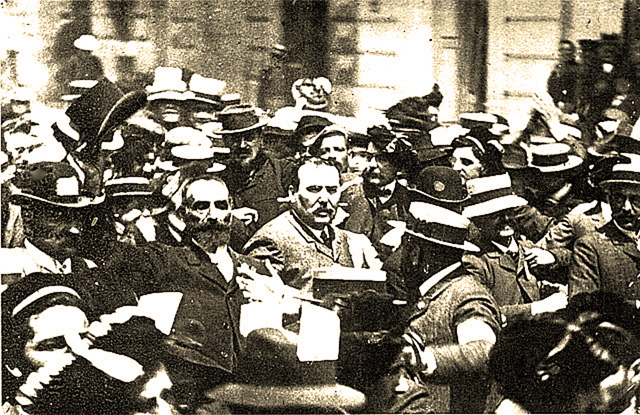
Arrivée de Marcelin Albert à Montpellier.
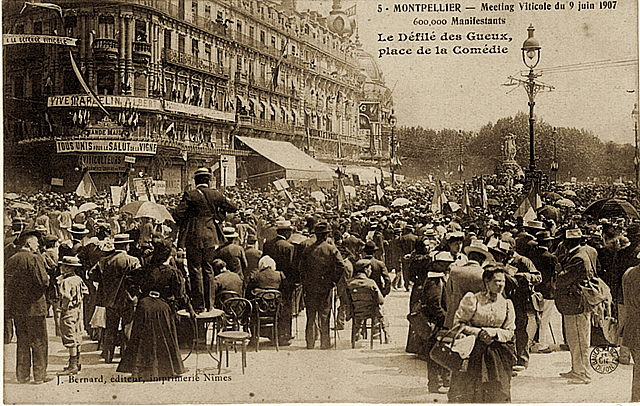
Les gueux, place de la Comédie.
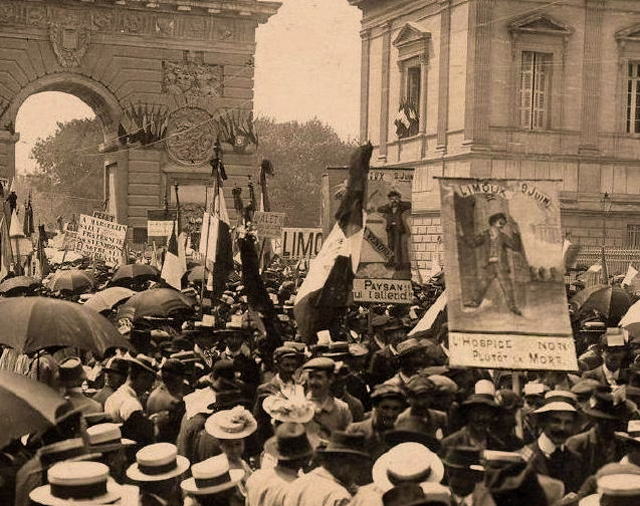
La foule devant l'Arc de Triomphe.
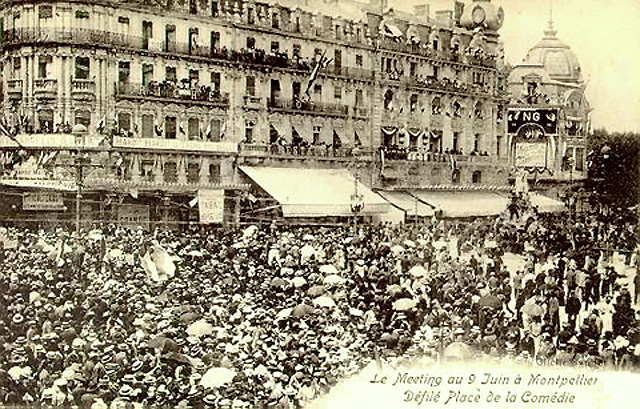
Les manifestants envahissent la place de la Comédie.
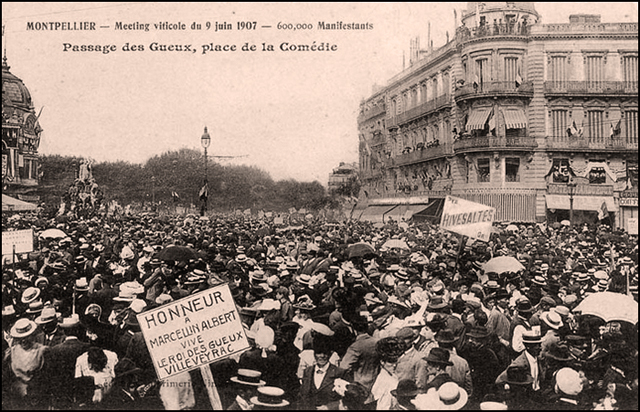
Le 9 juin 1907, pancarte à la gloire de Marcelin Albert.

### Seconde Guerre mondiale

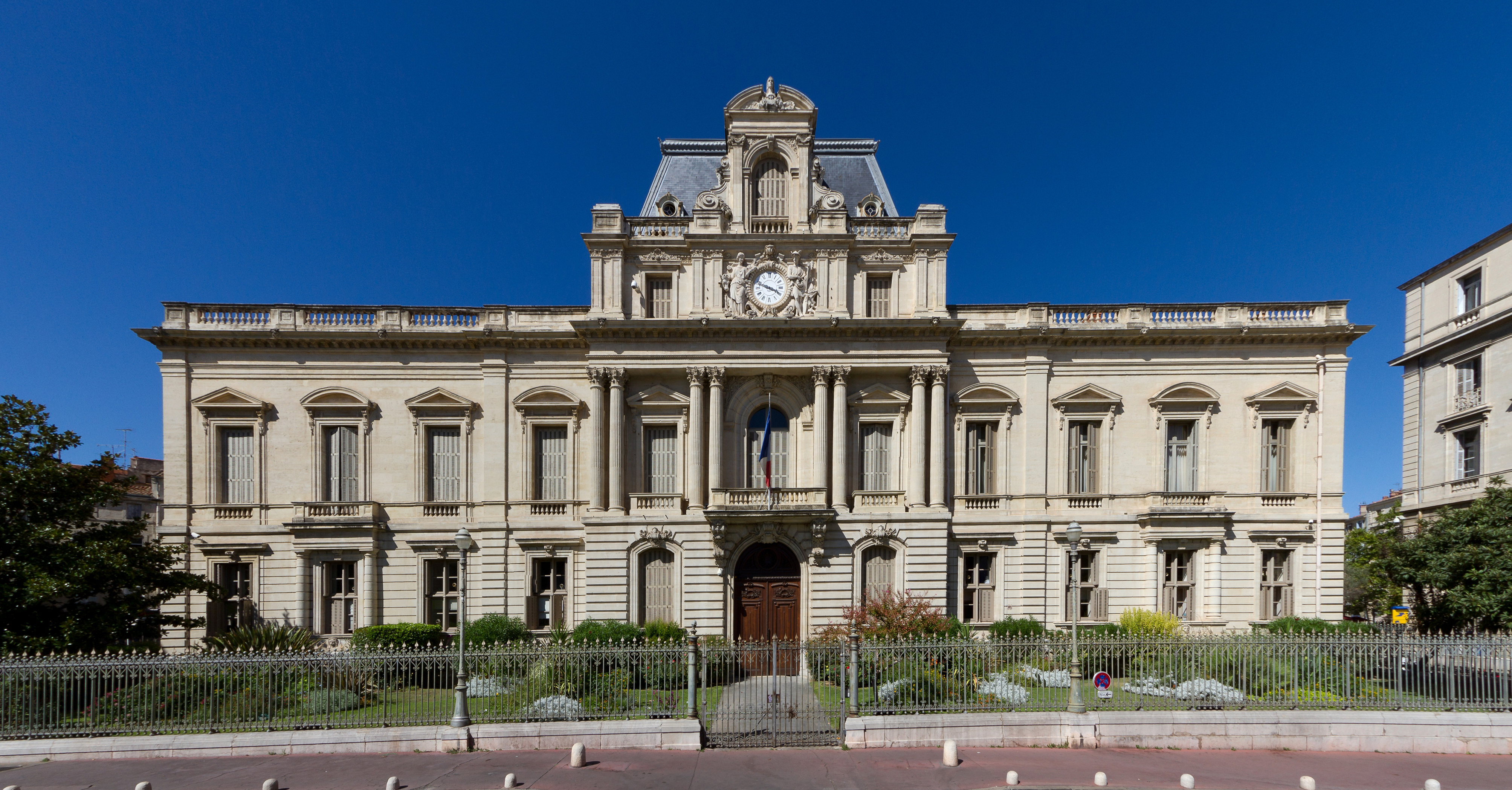
La préfecture de l'Hérault où exerça Jean Moulin, et au balcon de laquelle Philippe Pétain et Francisco Franco se sont serré la main.

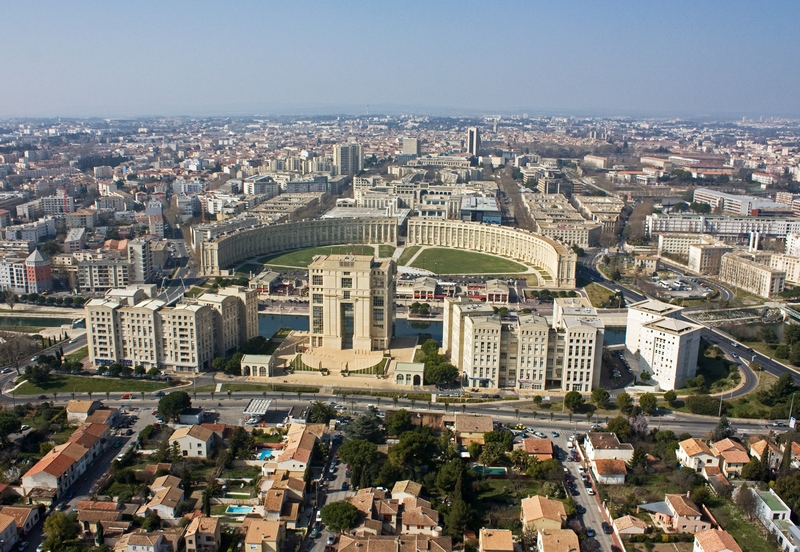
Antigone.

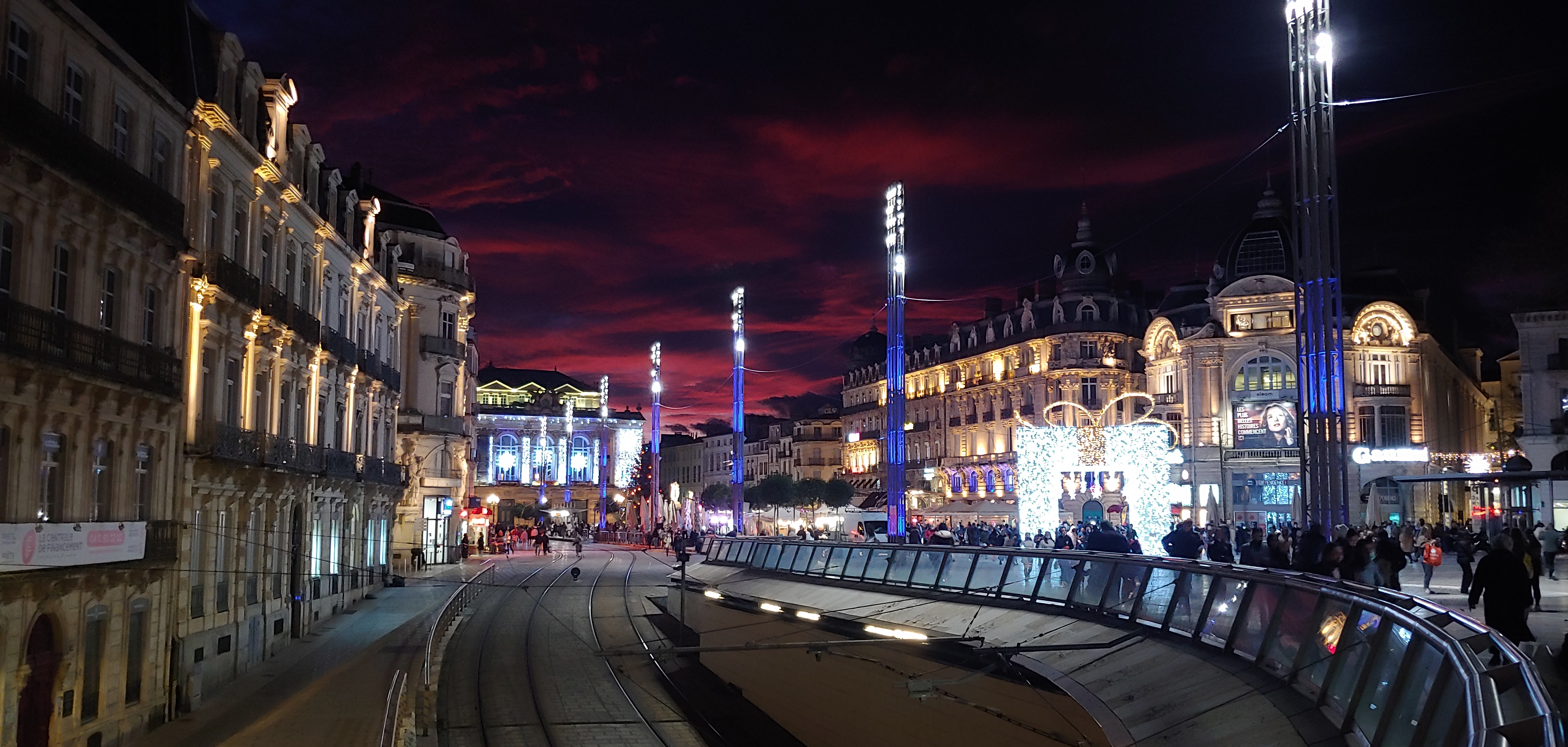
Coucher de soleil sur la Place de la Comédie à Montpellier, en décembre 2021.

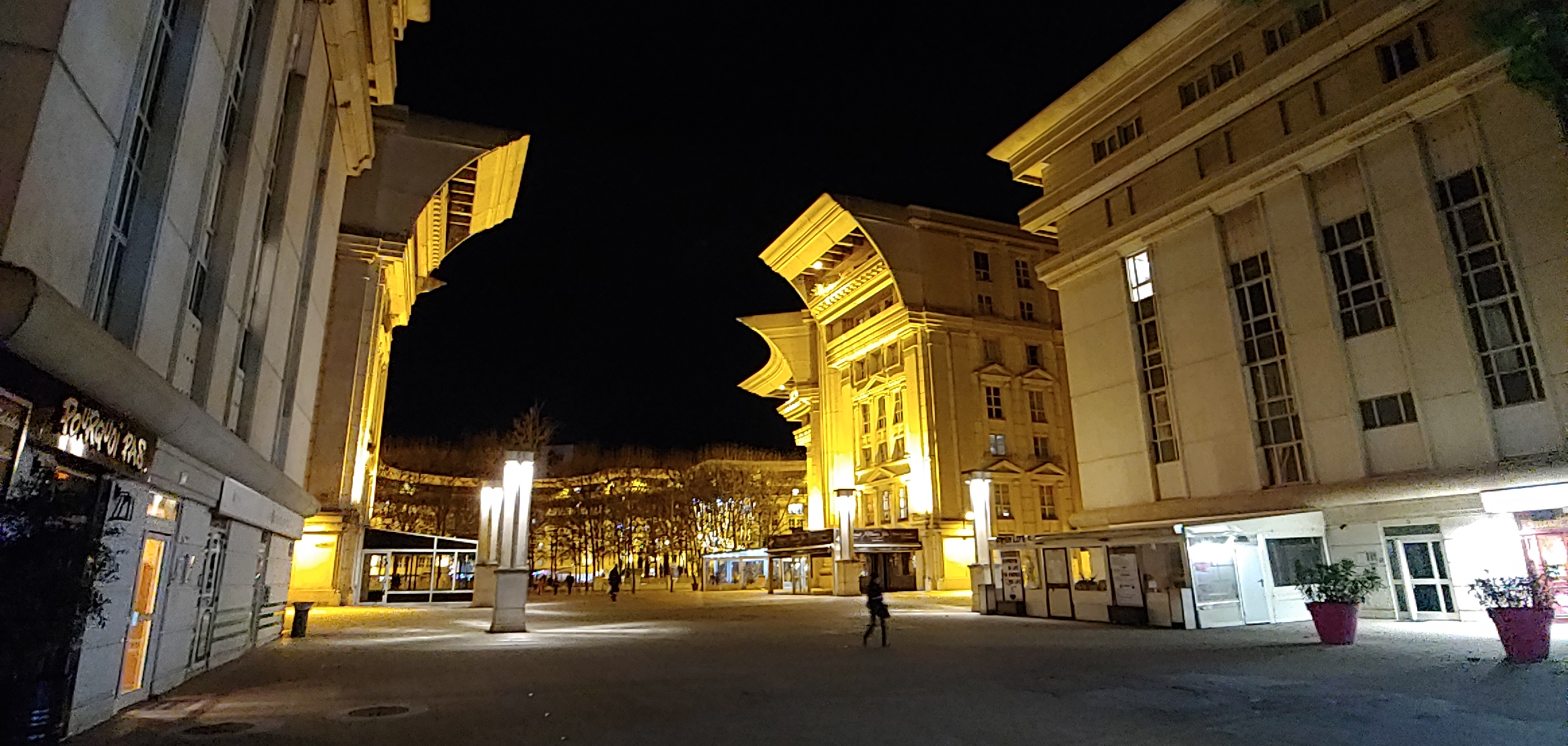
Quartier Antigone de nuit, Montpellier, décembre 2021.

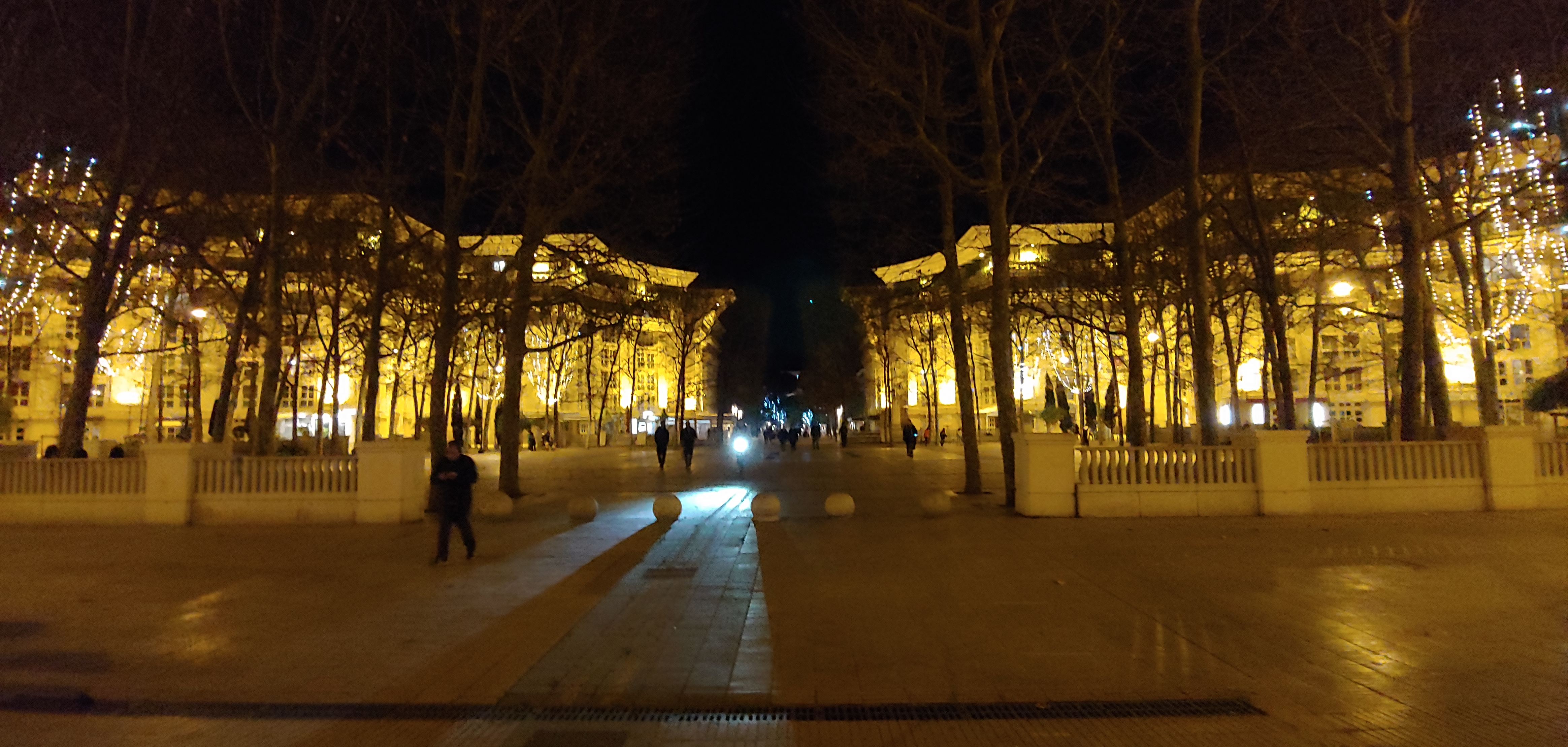
Quartier Antigone de nuit, Montpellier, décembre 2021.

Durant la Seconde Guerre mondiale, la ville fait partie de la zone libre, peu à peu soumise aux intérêts allemands, de par la collaboration du régime en place.
Le 13 février 1941, le maréchal Pétain, accompagné de l'amiral Darlan, rencontre le général Franco à Montpellier.
Le 16 décembre 1943, le réseau de tramways électriques de la ville, peu entretenu à cause des pénuries, connaît un important accident. Un tramway déraille dans la pente du Boulevard Henri IV et se renverse sur la place Albert Ier. Ce drame cause la mort de sept personnes et fait vingt blessés.
La ville a toujours été un centre de résistance important. En témoigne l'activité de Jean Moulin, célèbre résistant français établi à Montpellier pendant une importante partie de la guerre et dont le portrait photographique le plus célèbre a été réalisé devant un pilier de l'aqueduc des Arceaux.
La ville de Montpellier est bombardée plusieurs fois pendant la Seconde Guerre mondiale :
- 27 janvier 1944 : bombardement de l'aérodrome de Montpellier-Fréjorgues par la 15th USAAF ;
- 27 mai 1944 : deuxième bombardement de l'aérodrome de Montpellier-Fréjorgues par la 15th USAAF ;
- 5 juillet 1944 : bombardement de la gare de triage par la 15th USAAF ;
- 17 août 1944 : bombardement du pont de Pavie par la 12th USAAF ;
- 24 août 1944 : deuxième bombardement du pont de Pavie par la 12th USAAF.

La ville est libérée par la 1re DFL (division française libre).

### Développement de la ville de 1945 à 1999
En 1949, l'ancien réseau de tramways vieillissant, fonctionnel durant la première moitié du XXe siècle, est démantelé, pour laisser place au trafic automobile de plus en plus intense. En 1956, le premier feu de circulation est installé à Montpellier, sur la place de la Comédie alors très fréquentée par les véhicules.
Dans les années 1960 à 1980, la ville connaît une forte croissance démographique, avec l'arrivée de nombreux pieds-noirs puis d'immigrés en provenance de tous les pays arabes du pourtour méditerranéen. On observe un pic de développement impressionnant de 1962 à 1972 avec un taux annuel de croissance démographique supérieur à 5 %.
En 1988, les 23 et 24 novembre, le deuxième sommet franco-espagnol se tient à Montpellier, en présence de François Mitterrand, du Premier ministre Michel Rocard et du chef du gouvernement espagnol Felipe González.

### AuXXIesiècle
En 2000, le lancement du nouveau réseau de tramway est effectué dans le cadre du développement de transports alternatifs (l'ancien réseau avait été fermé en 1949, à l'avènement de l'automobile). En 2009, la ville signe le pacte des maires d’Énergie-Cités.
En 2011, la nouvelle mairie est inaugurée. En 2012, le réseau de tramway compte désormais 4 lignes.

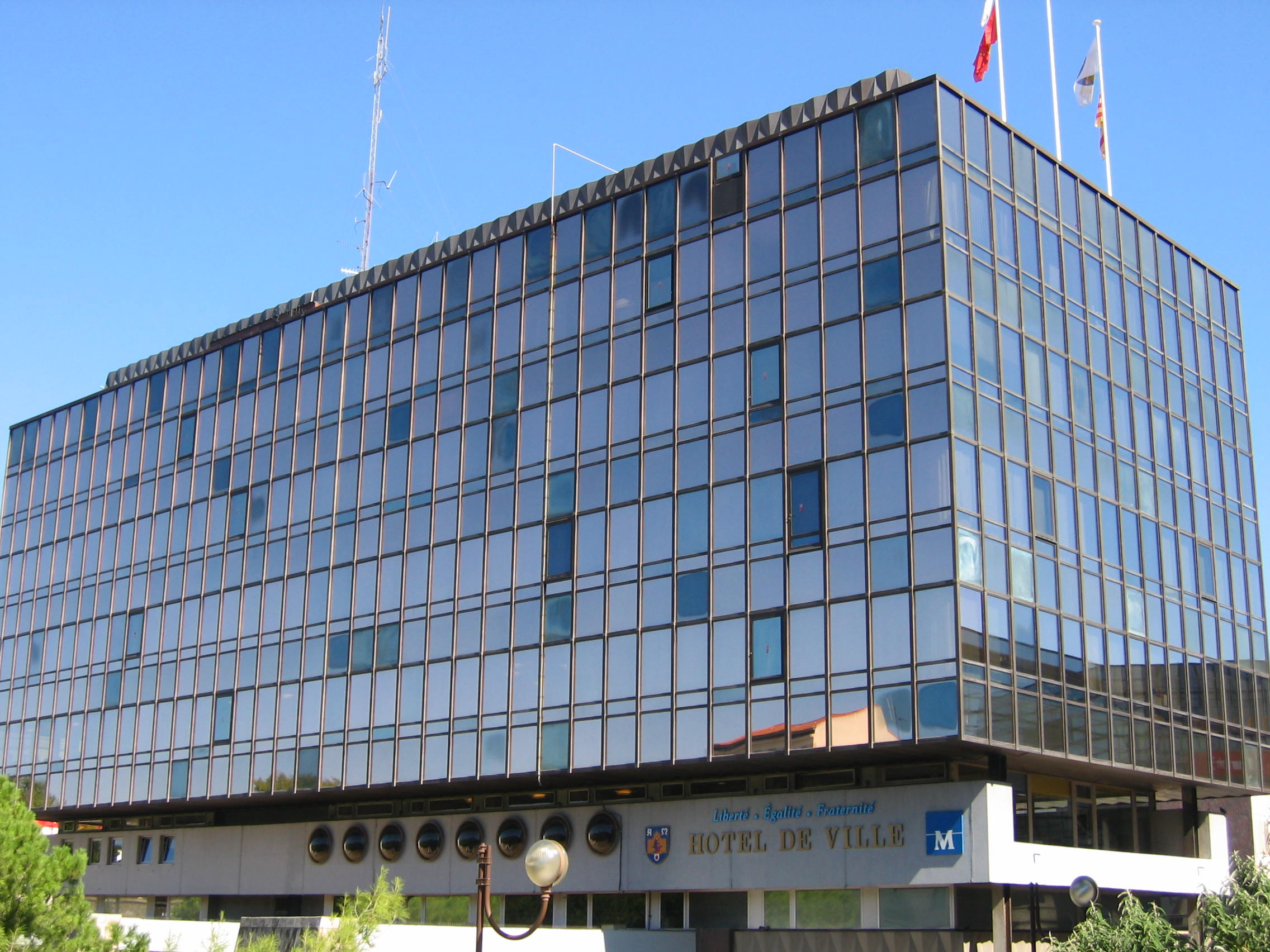
Ancienne mairie de Montpellier (1975-2011).

Le 29 mai 2013, Hélène Mandroux, maire de Montpellier, célèbre le premier mariage entre deux personnes de même sexe en France, unissant Vincent Autin et Bruno Boileau.